# Benedictus de Spinoza

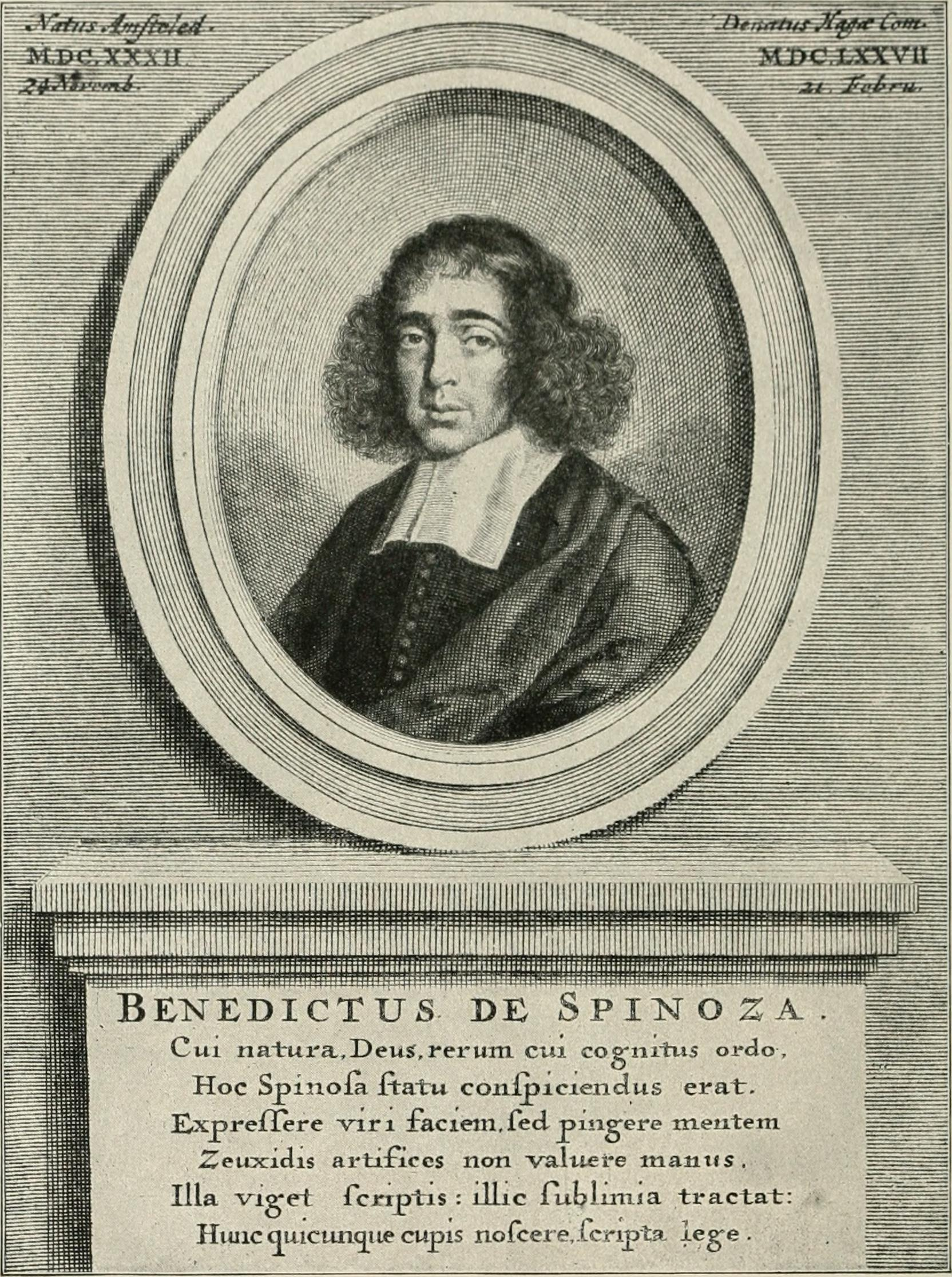
Het betrouwbaarste portret van Spinoza zou deze prent kunnen zijn die was meegebonden in sommige vroege exemplaren van de Opera Posthuma uit 1677. Het portret in Wolfenbüttel is waarschijnlijk hierop gebaseerd.

Benedictus de Spinoza, gelatiniseerde vorm van Baruch Spinoza (Amsterdam, 24 november 1632 – Den Haag, 21 februari 1677) was een Nederlandse filosoof, politiek denker en exegeet uit de Gouden Eeuw. Hij wordt beschouwd als een van de grondleggers van het rationalisme, en een van de inspiratoren van de Verlichting. Om in zijn levensonderhoud te voorzien sleep hij brillenglazen en lenzen voor microscopen.
Zijn boeken werden op de rooms-katholieke 'Index' van verboden boeken geplaatst, omdat zijn historische Bijbelkritiek zou leiden tot atheïsme en fatalisme. Spinoza was een volgeling en criticus van René Descartes, en een tijdgenoot van Nicolas Malebranche en Gottfried Wilhelm Leibniz, eveneens rationalisten van de vroege moderne filosofie.
Veel van wat over Spinoza's privéleven geschreven is, lijkt verzonnen te zijn om hiaten op te vullen. Desondanks zijn de verhalen vaak verworden tot legendes. Alleen wat vermeld wordt in de inleiding van zijn Opera Posthuma, in zijn brieven en in officiële documenten, is controleerbaar. Aan de rest mag getwijfeld worden.

## Belang van Spinoza
Onder de natuurfilosofen is Spinoza een radicaal die elke vorm van Openbaring of profetie ontkende en geen andere verklaring accepteerde dan die gebaseerd op de rede.
Hij leverde felle kritiek op de letterlijke uitleg van de Bijbel door zijn tijdgenoten. Ook stelde hij dat de Bijbelse profeten niet namens God spraken, maar gewone mensen waren met verbeeldingskracht. Hij stelde dat door zijn nieuwe definitie "God" en natuur als oneindige substantie hetzelfde zijn en dat inzicht in de natuur de kennis van het "goddelijke" verhoogt.
Spinoza wordt beschouwd als de grondlegger van het neutraal monisme en de dubbel-aspecttheorie. Als politiek denker vond hij dat de macht van de staat nooit aan een enkeling toevertrouwd mocht worden, omdat daar misbruik van gemaakt zou worden. Vanwege zijn grondige kennis van het Hebreeuwse idioom en als pionier van de historisch-kritische methode als wetenschappelijke benadering van de Bijbel is Spinoza van belang geweest voor de Bijbelwetenschap.

## Biografie

### Naam en afkomst
Spinoza was van Sefardisch-Joodse afkomst en werd geboren als Baruch Spinoza (Hebreeuws:  ברוך שפינוזה, Latijn: Benedictus de Spinoza, Portugees: Bento de Espinosa of d'Espinosa). Na 1656 koos hij voor de naam Benedictus de Spinoza. Zijn roepnaam was Bento, dat in het Portugees gezegende betekent, hetzelfde als Benedictus in het Latijn, en Baruch in het Hebreeuws. In 1654 nam hij met zijn jongere broer Gabriel de handel in zuidvruchten van zijn vader over, onder de naam Bento y Gabriel d’Espinosa. De bewaarde brieven (alle na 1660) ondertekende hij met Benedictus. De enige werken op zijn naam bij leven, Renati Descartes principia philosophiae (1662) en de vertaling Renatus Des Cartes Beginzelen der wysbegeerte, I en II deel, na de meetkonstige wijze beweezen (1664), vermelden Benedictus de Spinoza als auteur.

### Familie

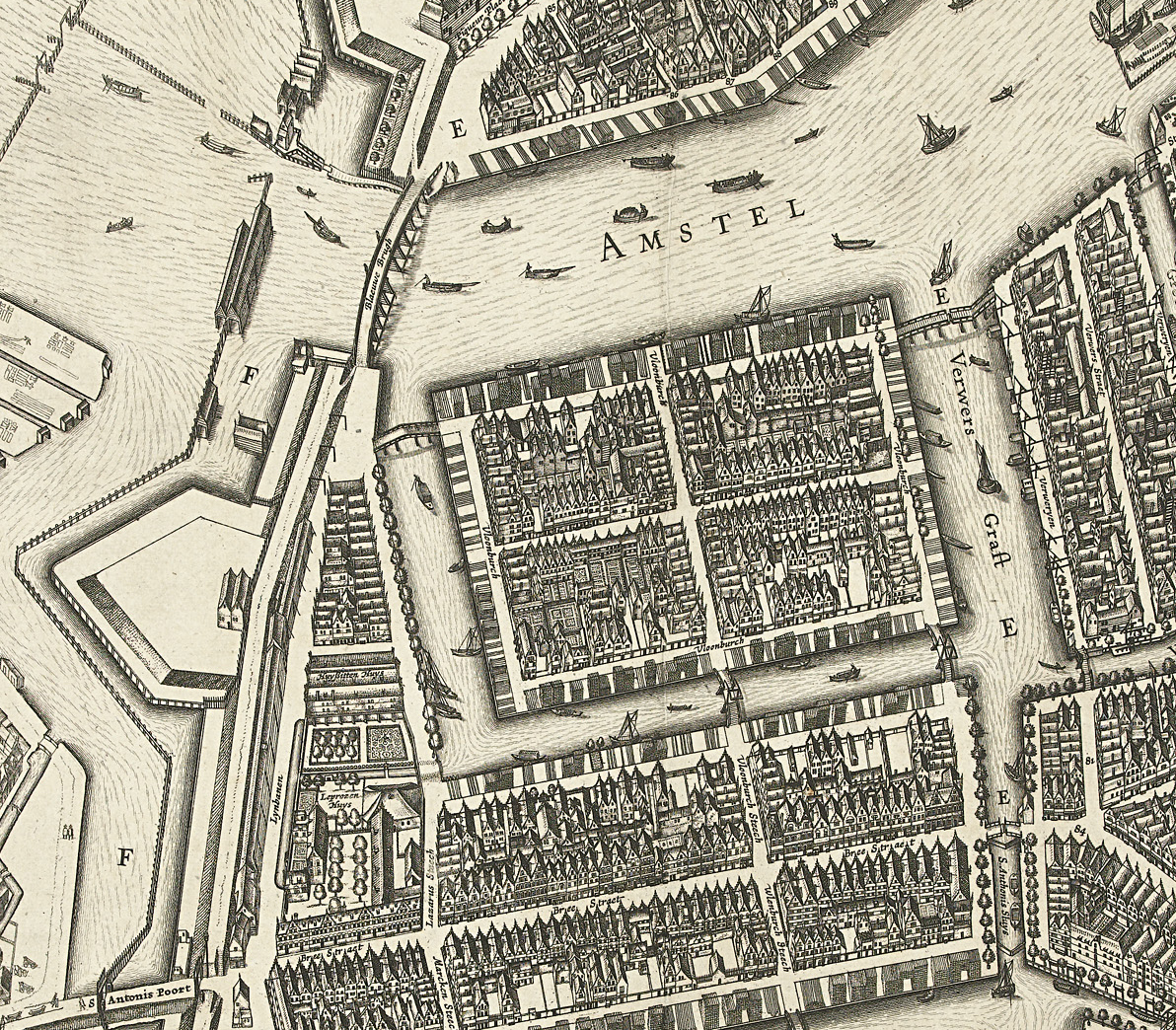
Wijk in Amsterdam waar Spinoza opgroeide. De rechthoek in het midden is Vlooienburg; eronder loopt de Houtgracht (het noorden is onder). Kaart van Balthasar Florisz. van Berckenrode, 1625.

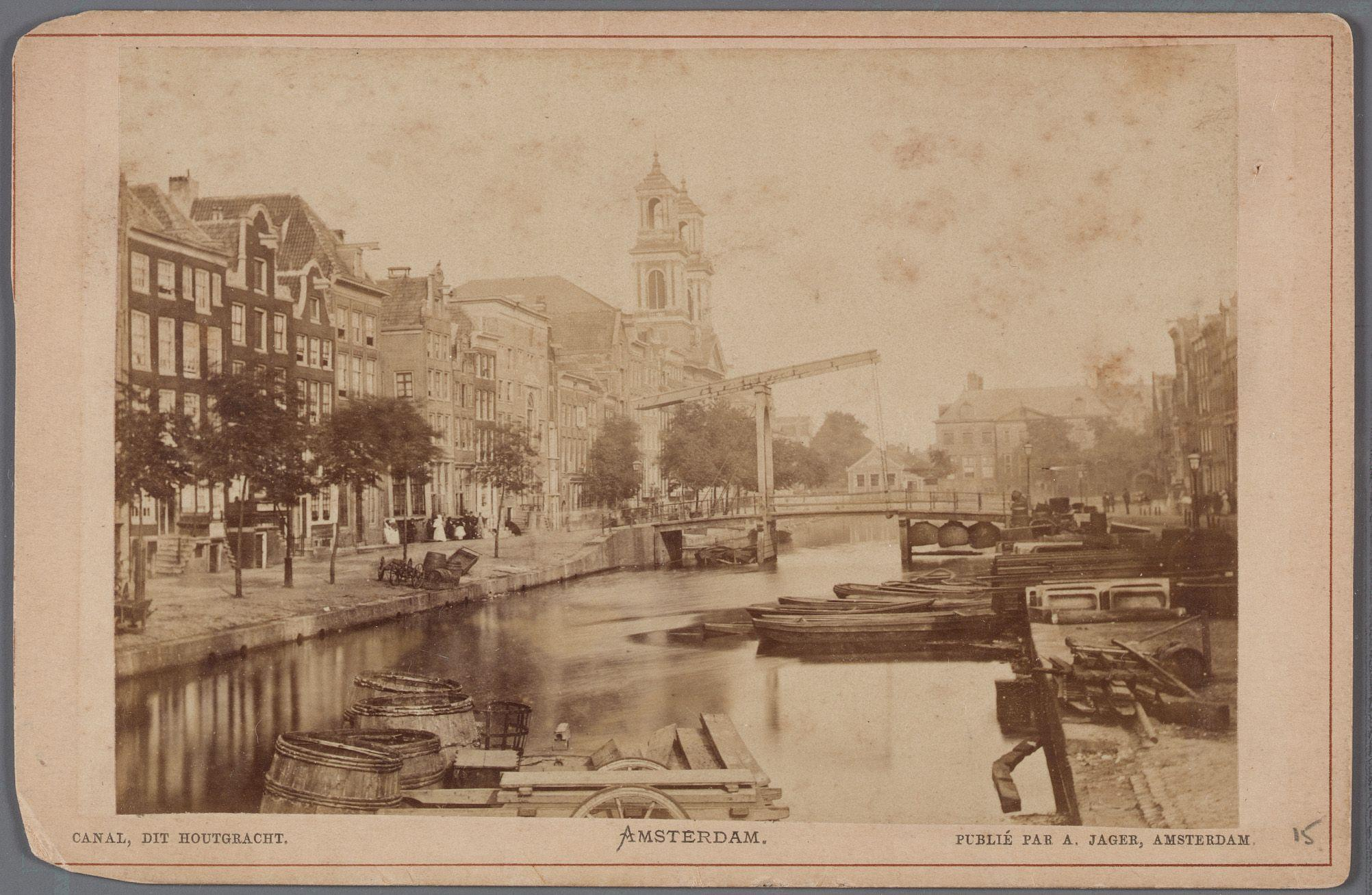
De Houtgracht (het latere Waterlooplein) rond 1867. Aan de rechterkade, op Vlooienburg, bevonden zich de synagoge en de school van de gemeenschap Beth Jacob. Op de achtergrond de 19e-eeuwse Mozes en Aäronkerk waar de Spinoza's woonden voordat de schuilkerk ontstond.

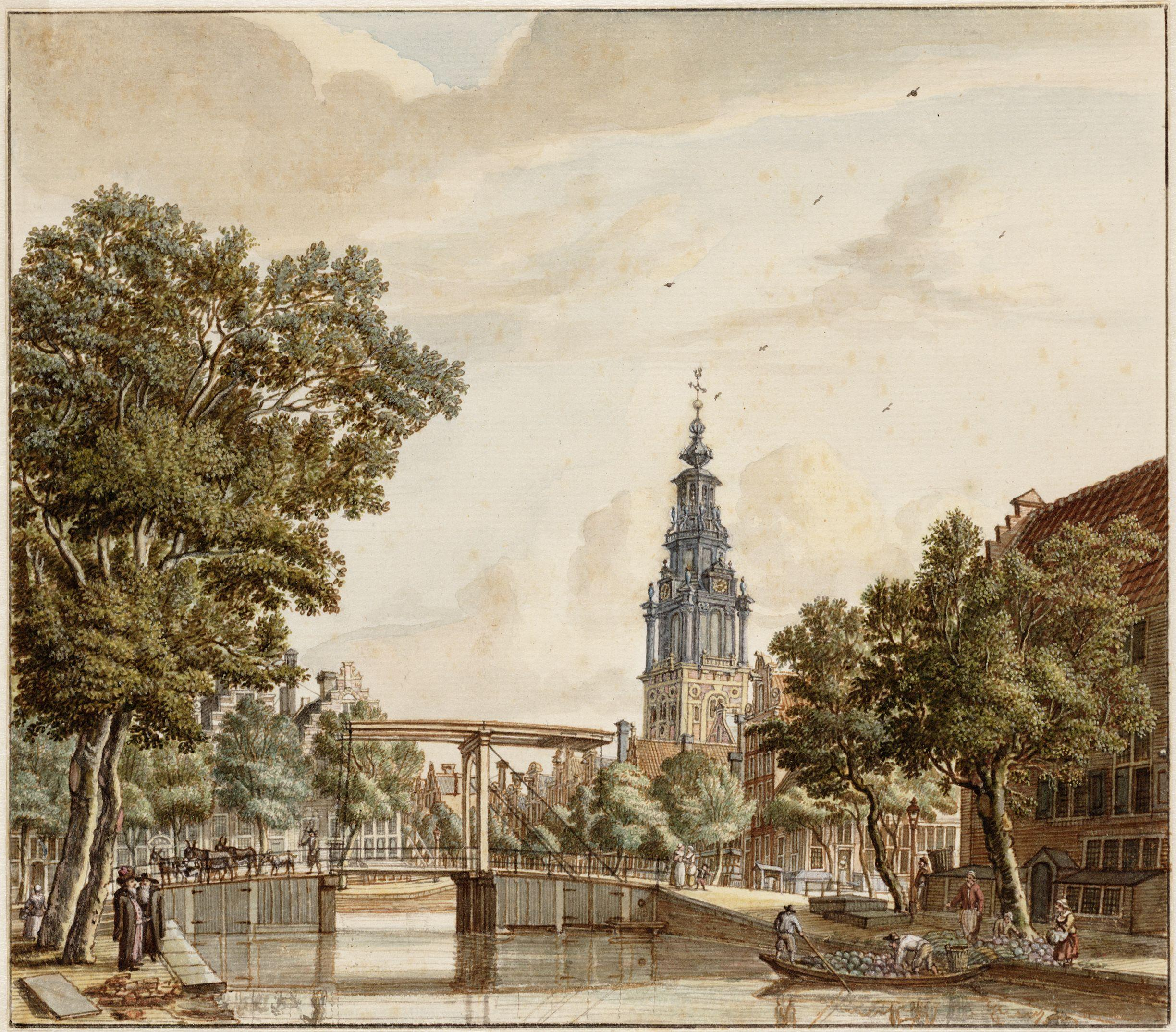
Jan de Beijer, Houtgracht met de Zuidertoren op de achtergrond, 1757. Rechts op de Houtgracht de Joodse groentemarkt met een groenteschuit; de linkerkade hoort bij Vlooienburg.

De Sefardische familie Spinoza (d'Espinosa in het Portugees) kwam volgens sommige historici uit de plaats Espinosa de los Monteros, bij Burgos in Spanje. Anderen beweren dat zijn familie uit Portugal naar die plaats emigreerde en later naar Portugal terugging. Toen de joden die weigerden zich tot het christendom te bekeren, uit Spanje werden verdreven, begon een van Spinoza's voorouders een handel over de Spaans-Portugese grens. Omdat Portugal in 1580 werd ingelijfd bij het Spaanse rijk, trokken de vervolgde joden naar het noorden.
Isaac de Spinoza, de grootvader van Baruch, vluchtte waarschijnlijk begin jaren 1590 samen met zijn broer Abraham en hun zus Sara naar het Franse Nantes. Ze waren daar actief geweest in de handel en hadden ook al contact onderhouden ook met Joods-Portugese kooplui in Amsterdam. Ruim twintig jaar later trokken ze verder noordwaarts, naar Holland. Terwijl Abraham zich in of kort voor 1616 in Amsterdam, aan de Houtgracht, vestigde, belandde Isaac in Rotterdam, waar hij op 9 april 1627 overleed. Hij werd evenals twee schoondochters en twee kleinkinderen op de begraafplaats Beth Haim in Ouderkerk aan de Amstel begraven.
Michaël (of Miguel) de Spinosa (ca. 1587/88 – 1649), de zoon van Isaac en de vader van Baruch, werd geboren in het Portugese Vidigueira, enkele jaren voor het vertrek van het gezin naar Nantes. Michaël verhuisde - evenals zijn broer Manuel - rond 1623 van Rotterdam naar Amsterdam, mogelijk op uitnodiging van zijn oom Abraham, die hem met zijn dochter Rachel liet trouwen. Michael en Rachel kregen twee kinderen die geen van beiden levensvatbaar waren. Rachel overleed op 21 februari 1627. Niet lang daarna hertrouwde hij met Hanna Deborah Senior. Zij was de dochter van de Portugese koopman Henrique Garces, alias Baruch senior, naar wie Baruch Spinoza vernoemd werd, en Maria Nunes, alias Miriam Senior. Haar ouders waren in 1605 in Amsterdam getrouwd. Verder is er vrijwel niets over Spinoza's moeder bekend.
Intussen was Michaël (al dan niet formeel) de handelspartner van zijn oom Abraham geworden. Hierover kreeg Michaël later, na de dood van Abraham in 1637, onenigheid met Abrahams zoon Jacob. Michaël hield zich vooral bezig met de import van mediterrane producten, zoals vruchten en olie. Om het embargo van Spanje te omzeilen, maakte hij gebruik van zijn contacten in Nantes. Hanna Deborah stierf op 5 november 1638 en werd op Beth Haim begraven. Het gezin d'Espinosa bestond toen waarschijnlijk uit vijf kinderen: Miriam (1629-1651), Isaac (1631-1649), Baruch (1632-1677), Rebecca en Gabriël. Uit Michaëls derde huwelijk met de veertigjarige Esther de Solis op 28 april 1641 zijn geen kinderen bekend.

### Jeugd
Op 24 november 1632 schonk Hanna Deborah in Amsterdam het leven aan Baruch. De datum is afkomstig van Colerus, een van zijn eerste twee biografen, maar er bestaan geen officiële documenten die dit bevestigen. Er is vroeger wel gedacht dat zijn geboortehuis op Vlooienburg stond, op de plaats van de Stopera, maar omdat hij behoorde tot de vrij welgestelde Sefardische Joden uit Spanje en Portugal, is het waarschijnlijker dat hij aan de overkant van de Houtgracht werd geboren. In de zijstraten van Vlooienburg woonden vooral de minder gefortuneerde Asjkenazim.
Baruch kreeg een Joodse opvoeding. Thuis en op straat werd de Portugese taal gebezigd. Gebeden werd er in het Hebreeuws. Op school werd les gegeven in het Spaans, destijds de 'heilige taal' van wetenschap en letterkunde. De leerlingen leerden Hebreeuws door de Thora te reciteren en delen ervan in het Spaans te vertalen. Hoewel Spinoza het Nederlands goed beheerste, zou het Portugees de taal blijven waarin hij zijn gedachten het beste kon uitdrukken, want zo schreef hij in 1665 in een brief: "[Dat is] de taal, waar met ik op gebrocht ben."

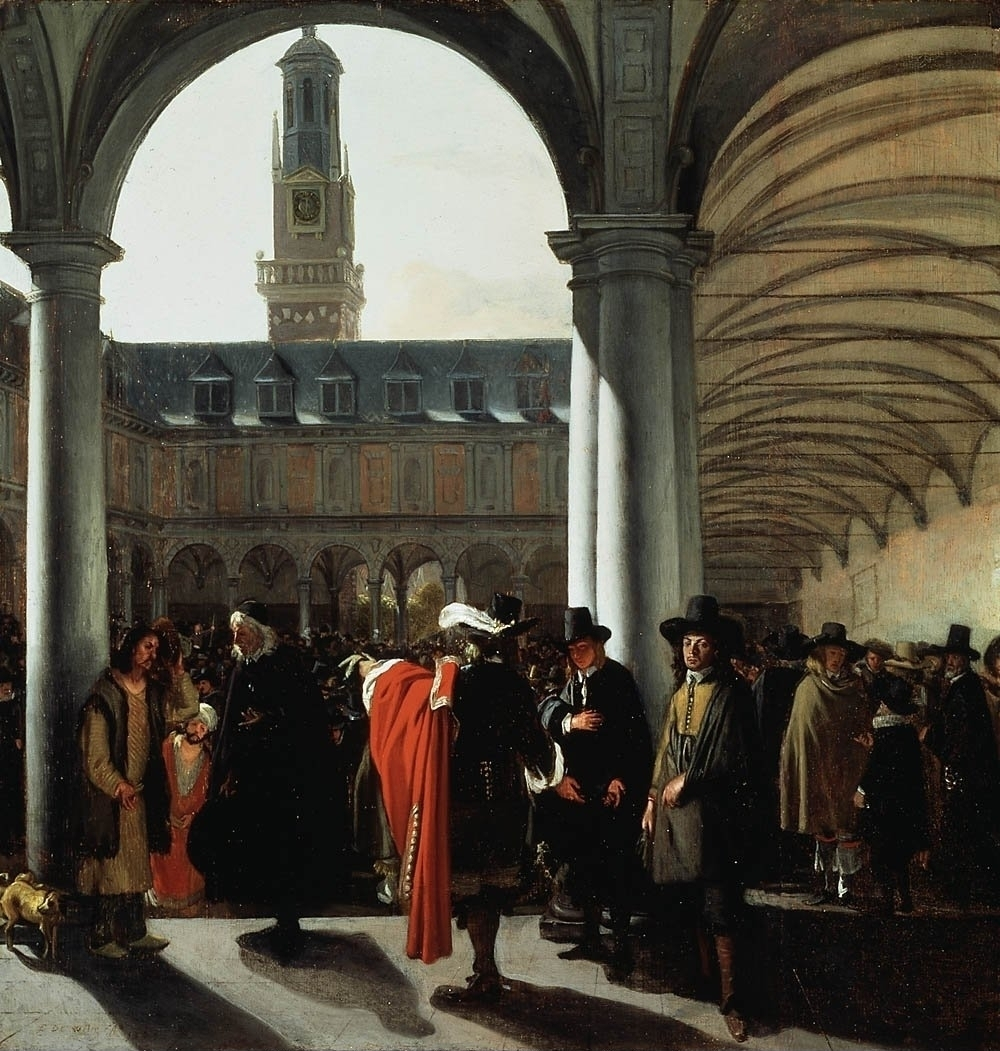
De Amsterdamse beurs bij de Dam in de tijd van Spinoza (Emanuel de Witte, De binnenplaats van de beurs in Amsterdam, 1653, Museum Boijmans Van Beuningen, Rotterdam)

Spinoza's moeder overleed toen hij zes jaar oud was en ze werd begraven op Beth Haim in Ouderkerk. Spinoza stopte met naar school gaan toen hij in 1649, na het overlijden van zijn oudste broer, in het handelsbedrijf van zijn vader ging werken. In 1650 trouwde een zus van Baruch, Miriam, met Samuel de Casseres, een rabbijn-in-opleiding. Zij stierf het jaar daarop. Hun zus Rebecca sprong in  om de verzorging van Miriams pasgeboren kind op zich te nemen.
In oktober 1652 overleed Michaëls derde echtgenote Ester en in maart 1654 stierf Spinoza sr. zelf. Zijn firma had zwaar te lijden gehad onder de Eerste Engels-Nederlandse Oorlog, en was aan het eind van zijn leven bijna failliet. Baruch nam samen met zijn broer Gabriël de handel in wijn, olijfolie, vijgen en amandelen over, maar de erfenis bleek vooral uit schulden te bestaan. Gabriël zou in 1664 de firma van de hand doen en via Barbados terechtkomen in Jamaica. Rebecca vertrok naar Curaçao.
Er zijn enkele officiële documenten bewaard gebleven, waarin verslag wordt gedaan van het conflict dat Spinoza, als vertegenwoordiger van het familiebedrijf, in april en mei 1655 had met de broers Antonij (of Antonio), Gabriel en Isaac Alvares, Portugees-Joodse immigranten uit Parijs die in juwelen handelden en een kloverij hadden op Uilenburg. Omdat Antonij 500 gulden schuldig was aan Spinoza en hij zijn belofte om snel te betalen steeds maar niet nakwam, liet Spinoza hem gijzelen in de herberg "De Vier Hollanders" in de Nes. Antonij nodigde Spinoza uit om de zaak op te lossen, maar toen hij gearriveerd was gaf Alvares hem – volgens de 17e-eeuwse bron zonder enige aanleiding – een vuistslag op het hoofd. Het overleg ging toch door en ze kwamen tot een soort regeling. Nadat Spinoza geld was gaan halen om de kosten voor de gijzeling te betalen, werd hij voor de herberg opgewacht door Antonij's oudere broer Gabriel, die hem hardhandig de hoed van het hoofd sloeg. Gabriel raapte de hoed op, gooide hem in de goot en trapte erop. Uiteindelijk beloofde Antonij zijn schulden aan Spinoza te voldoen en zelfs de hoed te vergoeden. De broers bleven hem echter aan het lijntje houden en het is niet bekend of ze ooit iets aan Spinoza hebben betaald.

### Ontluikende ideeën
Op school had Spinoza les gekregen van de rabbijn Menasseh Ben Israel. Al snel zag hij in dat zowel de Talmoed als de Thora "zozeer de mensengeest verraadt dat de heilige schrift van de joden onmogelijk het werk van God kan zijn". Hij noemt ze "uitvindingen van de menselijke fantasie". Gaandeweg zette hij zich steeds meer af tegen alle voorschriften, de feestdagen en de spijswet. De rabbijnen zagen deze 'godslasterlijke handelingen' met ontzetting aan.
Spinoza had zich ondertussen bekwaamd in het Latijn en hield zich bezig met filosofie, moraal en overpeinzingen over de theorie van de onsterfelijkheid van de ziel. Hij was sterk beïnvloed door het werk van zijn stadsgenoot René Descartes, die uitgebreid over lichaam en ziel had geschreven. Spinoza bestudeerde ook het werk van Gersonides over onsterfelijkheid en Maimonides, een arts en filosoof die in Marokko en Egypte werkte, en een van de belangrijkste joodse geleerden, omdat hij probeerde de Bijbel met de filosofie te verzoenen. Spinoza vond de opvattingen van Maimonides schadelijk en nutteloos. Filosofie verbinden met een openbaringsgodsdienst is een lastige opgave en volgens sommigen onmogelijk. Spinoza loste dit op door de theologie ondergeschikt aan de filosofie te verklaren.
Spinoza verzette zich al in een vroeg stadium tegen het beeld dat God een menselijke gedaante zou zijn, tegen het idee van de uitverkiezing van het joodse volk door God en de goddelijke oorsprong van de Bijbel. Spinoza twijfelde eveneens aan de oorsprong van de tien geboden van Mozes en legde veel nadruk op het belang van een deugdzaam leven. De rabbijnen zouden hem volgens sommige schrijvers een pensioen hebben aangeboden als hij afzag van verspreiding van zijn ideeën, maar het is ook mogelijk dat zijn contacten met andersdenkenden een rol speelden, en dat de rabbijnen een terugkeer van Spinoza naar de synagoge verwachtten.
Nog voordat de beruchte ban werd uitgesproken, werd Spinoza door iemand met een ponjaard aangevallen toen hij uit een theater of de synagoge kwam. Het leek Spinoza volgens zijn biograaf Johann Köhler (gelatiniseerd: Colerus) raadzaam om Amsterdam te verlaten. Hij vond onderdak ergens aan de weg naar Ouderkerk aan de Amstel.

### Cherem: verstoting uit de joodse gemeenschap

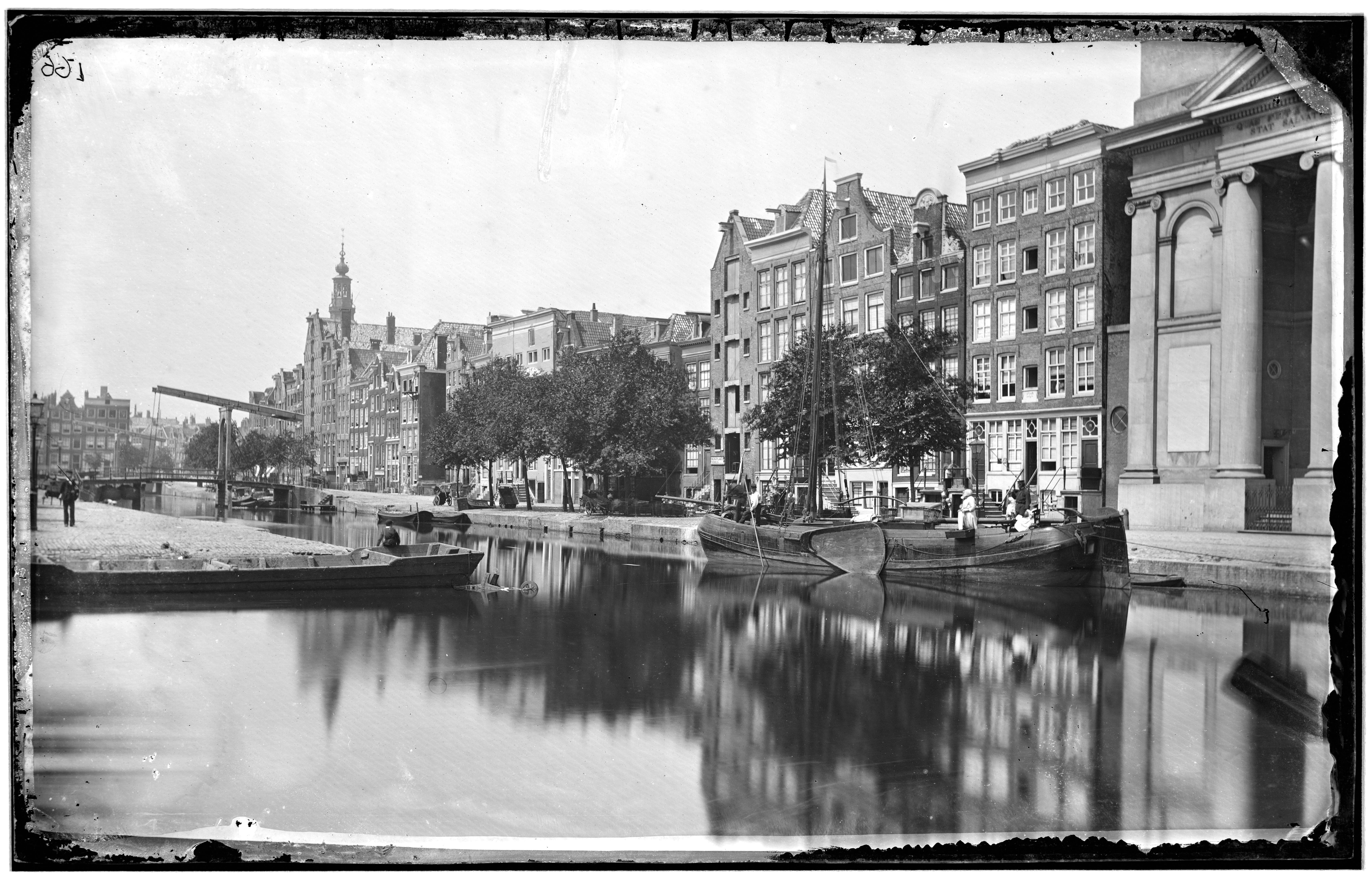
Andries Jager, De Houtgracht gezien in westelijke richting naar de Zwanenburgwal, ca. 1867. Rechts de Mozes en Aäronkerk, op de plaats waar in de 17e eeuw het ouderlijk huis van Spinoza stond; in het midden van de foto bevond zich vanaf 1639 de eerste gezamenlijke synagoge (Talmoed Tora), waar op 27 juli 1656 de cherem tegen Spinoza werd uitgesproken. Dit was de voorloper van de Portugees-Israëlietische Synagoge uit 1675.

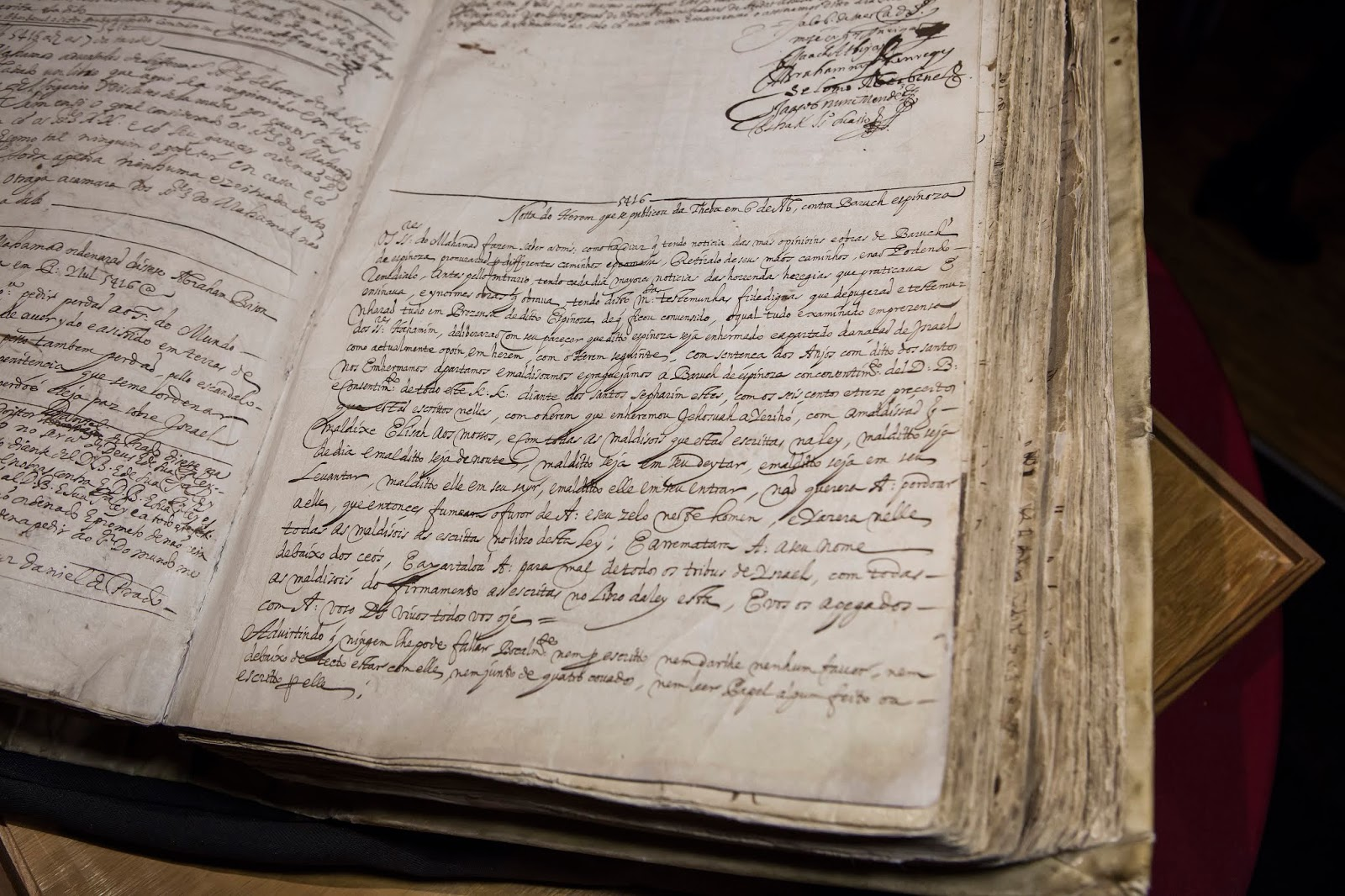
De Portugese tekst van de cherem (banvloek) door de Portugees-Joodse gemeente van Amsterdam, 27 juli 1656, 6 Av 5416.

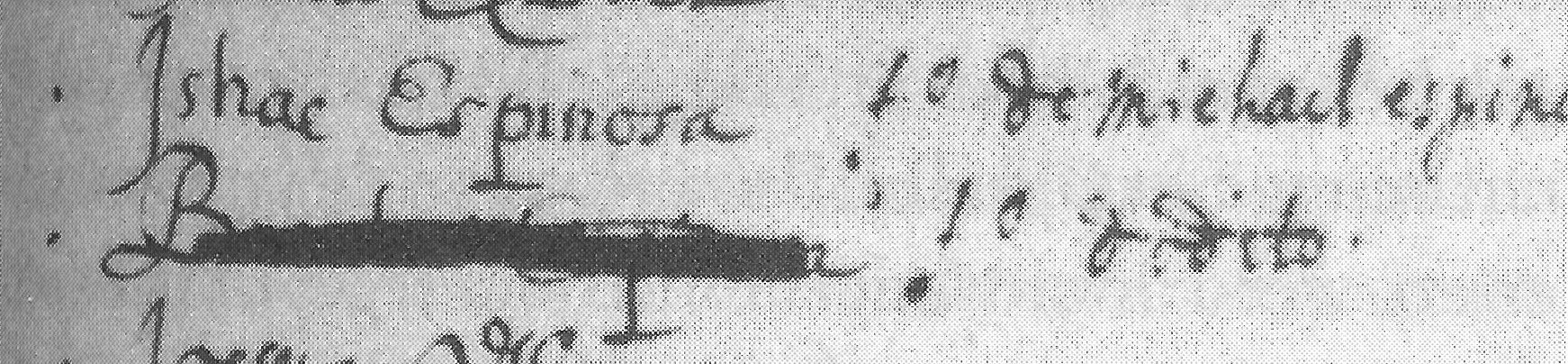
In de lijst van leerlingen van de school Ets Haim is Baruch Espinosa, zoon van Michael Espinosa, doorgestreept, 17e eeuw, Amsterdam. Zijn broer "Ishac" staat er boven.

Op 27 juli 1656 werd in de synagoge van de Portugees-Israëlietische Gemeente aan de Houtgracht de cherem (meestal vertaald als banvloek; zie ook anathema) tegen "Baruch espinoza" uitgesproken waarmee hij uit de Sefardische gemeenschap werd verstoten. De Portugese tekst, die bewaard is gebleven in het Escamoth, het register van besluiten en reglementen van de joodse gemeente, bestond uit drie delen: na de aanklacht waarin Spinoza werd beschuldigd van más opinioins e obras (verderfelijke ideeën en handelingen), volgde zijn verstoting en vervloeking met teksten uit de Thora. Tot slot kregen de leden van de gemeenschap de waarschuwing dat ze bij Spinoza uit de buurt moesten blijven en geen zaken met hem mochten doen. Ook zijn familieleden mochten geen contact meer met hem hebben of hem op wat voor manier dan ook ondersteunen. De verstoting werd uitgesproken door de parnassim van de joodse gemeente, zoals in de Amsterdamse gemeenschap gebruikelijk was. Spinoza is waarschijnlijk niet zelf bij de uitspraak aanwezig geweest.
Het is niet met zekerheid bekend wat precies de reden voor Spinoza's verstoting was. De ongebruikelijke felheid van de formuleringen kan niet alleen veroorzaakt zijn geworden door Spinoza's verwaarlozing van de joodse wetten en zijn omgang met Hollandse vrijdenkers – dat deden er meer, en die mochten na een afkoelingsperiode meestal weer terugkeren. Mogelijk waren er twee belangrijke oorzaken die tot zijn verstoting hebben geleid en die samenhangen met de dubbele beschuldiging van zijn horrendas heregias (gruwelijke ketterijen) en ynormes obras (vreselijke daden).
Het laatste lijkt te verwijzen naar zijn kunstgreep om van de schulden af te komen die hij van zijn vader had geërfd, en zo de beschikking te krijgen over het geld dat zijn moeder hem had nagelaten. Hij had hiervoor een beroep gedaan op een Hollandse wet die bedoeld was om minderjarigen te beschermen. Omdat Spinoza nog net geen 23 jaar was, kon hij zich tot wees laten verklaren en hoefde hij de erfenis van zijn vader niet te accepteren. De Joodse leiders zullen hier woedend over geweest zijn, omdat hij zijn problemen binnen de gemeenschap had moeten oplossen. Bovendien was hij volgens het joodse recht al vanaf zijn dertiende levensjaar volwassen. Verder bracht hij de Joodse gemeenschap letterlijk en figuurlijk in diskrediet.
Terwijl sommige historici denken dat dit de belangrijkste of zelfs enige reden voor zijn verstoting was, zijn anderen van mening dat de "gruwelijke ketterijen" wel degelijk slaan op zijn denkbeelden, die in deze tijd begonnen te rijpen en die hij in de jaren erna verder zou uitwerken. Deze ideeën, die hij kennelijk ook in het openbaar uitsprak, kwamen erop neer dat hij de Thora zag als mensenwerk, dat de ziel niet onsterfelijk was en dat het Joodse volk niet een unieke, door God uitverkoren natie was. In 1659 deed een lid van de Spaanse Inquisitie verslag van een gesprek dat hij eind 1658 met Spinoza en Prado in Amsterdam had gehad en dat deze lezing lijkt te bevestigen. Ze zouden hem verteld hebben dat ze vanwege hun ideeën over God, de ziel en de wet uit de Joodse gemeenschap waren verstoten omdat ze "het punt van atheïsme [hadden] bereikt".
Waarschijnlijk was de cherem ook bedoeld om een voorbeeld te stellen en de eenheid van een gemeenschap die volgens Joodse tradities leefde, te bewaren. Dit was precies het beeld dat ze wilden uitstralen aan hun protestantse gastheer, de stad Amsterdam. Ze beseften dat hun vrijheid en veiligheid alleen gegarandeerd waren als ze geen aanstoot gaven of onrust veroorzaakten met onderlinge conflicten. Ze gaven met de cherem tegen Spinoza het signaal af dat ze een stabiele gemeenschap vormden die onruststokers onder de duim hield, zeker iemand als Spinoza, die ook door de christenen als een ketter zou worden gezien.

### Aanslag
Reeds in 1697 (20 jaar na de dood van Spinoza) schreef Pierre Bayle in zijn Dictionnaire historique et critique over een aanslag op Spinoza's leven; een Jood zou hem met een mes hebben gestoken toen hij een theater verliet. Dit verhaal werd overgenomen door Johannes Colerus in zijn Korte, dog waaragtige Levens-Beschryving, Van Benedictus de Spinosa, waarbij hij opmerkte dat hij een andere versie had gehoord van Spinoza's huisbaas, namelijk dat hij werd aangevallen toen hij de oude Portugese synagoge verliet en alleen zijn kleding beschadigd raakte.
Steven Nadler betwijfelt of het verhaal op waarheid berust. Als de aanslag al werkelijk heeft plaatsgevonden, vermoedt hij dat deze plaatsvond voor de cherem en waarschijnlijk geen religieuze motivatie had, maar dat deze in de zakelijke sfeer moet worden gezocht.

### Leerling van Franciscus Van den Enden
Spinoza wilde meer Latijn leren en ging daarvoor studeren bij de Latijnse school in Amsterdam van Antwerpenaar en voormalige jezuïet Franciscus van den Enden, die door zijn eerste biografen als Spinoza's filosofische en politieke leermeester wordt genoemd. Door de leerlingen van de school werden klassieke toneelstukken opgevoerd, waarin Spinoza volgens sommige historici mogelijk heeft meegespeeld. Die mening baseren zij op passages uit de Eunuchus van Terentius die door Spinoza bijzonder vaak worden aangehaald in zijn Ethica. Of Spinoza ook de inhoud van het Philedonius kende, is onduidelijk. Het allegorische toneelstuk werd geschreven door Van den Enden en is op 13 en 27 januari 1657 in de schouwburg van Van Campen opgevoerd.

### Lenzenslijper
Met het slijpen van lenzen voor microscopen, vergrootglazen, verrekijkers en telescopen voorzag Spinoza in zijn onderhoud. Het is niet bekend wanneer hij zich het ambacht meester maakte. Met Johannes Hudde correspondeerde Spinoza over de brandpuntsafstand. De wis-, natuur- en sterrenkundige Christiaan Huygens, de anatoom en alchemist Theodor Kerckring en Leibniz roemden de kwaliteit van Spinoza's lenzen.

### Rijnsburg

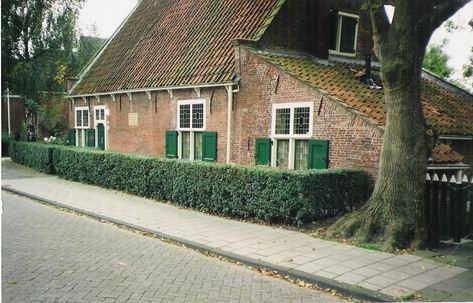
Spinozahuis aan de Spinozalaan in Rijnsburg, het latere Museum Het Spinozahuis.

Het is niet precies bekend wanneer Spinoza Amsterdam verliet, maar uit zijn correspondentie met Henry Oldenburg blijkt dat hij in augustus 1661 in Rijnsburg woonde en dat Oldenburg hem daar toen ook al had bezocht. Spinoza woonde in bij de chirurgijn Herman Homan in het huis dat later het Spinozahuis werd genoemd. Hij sleep hier niet alleen lenzen, maar maakte ook telescopen en microscopen.
Rijnsburg was in die jaren een plek waar de vrijzinnige collegianten veel samenkwamen en hij werd opgenomen in hun midden. De vriendenkring rondom Spinoza was klein, maar trouw. In besloten gezelschap werden zijn teksten becommentarieerd. De kring bestond uit de koopman/filosoof Pieter Balling, die werk van Spinoza vertaalde naar het Nederlands; Jarig Jelles, een koopman op de Herengracht, die hij al sinds 1654 kende; Adriaen Koerbagh; Johannes Koerbagh; Jan Rieuwertsz, de uitgever van Spinoza's werken, die in zijn winkel in de Dirk van Hasseltsteeg onderdak bood aan vrijdenkers; de koopman Simon Joosten de Vries, die hem toegenegen was en een jaargeld verstrekte; de arts en latinist Johannes Bouwmeester; de arts en schrijver Lodewijk Meyer; de hoogleraar Burchard de Volder en de diplomaat Coenraad van Beuningen.

### Voorburg

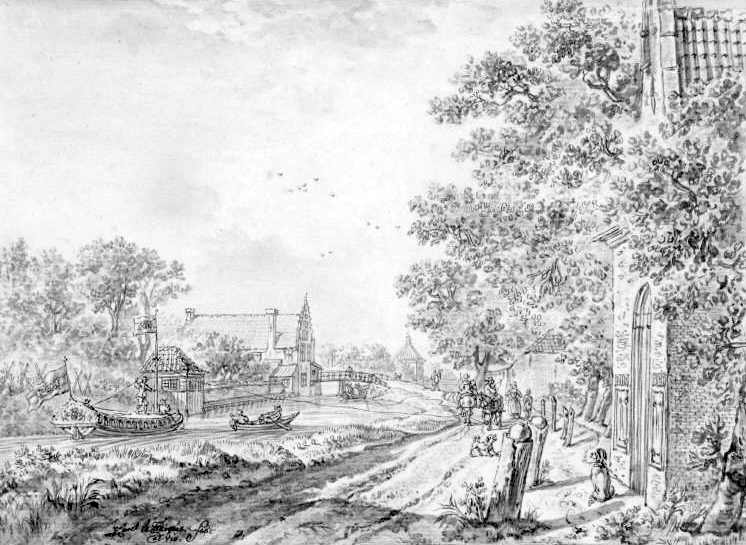
De Vliet met in de verte Hofwijck, de buitenplaats waar Christiaan Huygens vaak verbleef. Een eindje verderop woonde Spinoza in het huis van de schilder Tydeman aan de Kerkstraat in Voorburg. Anonieme tekening, 18e eeuw, Haags Gemeentearchief.

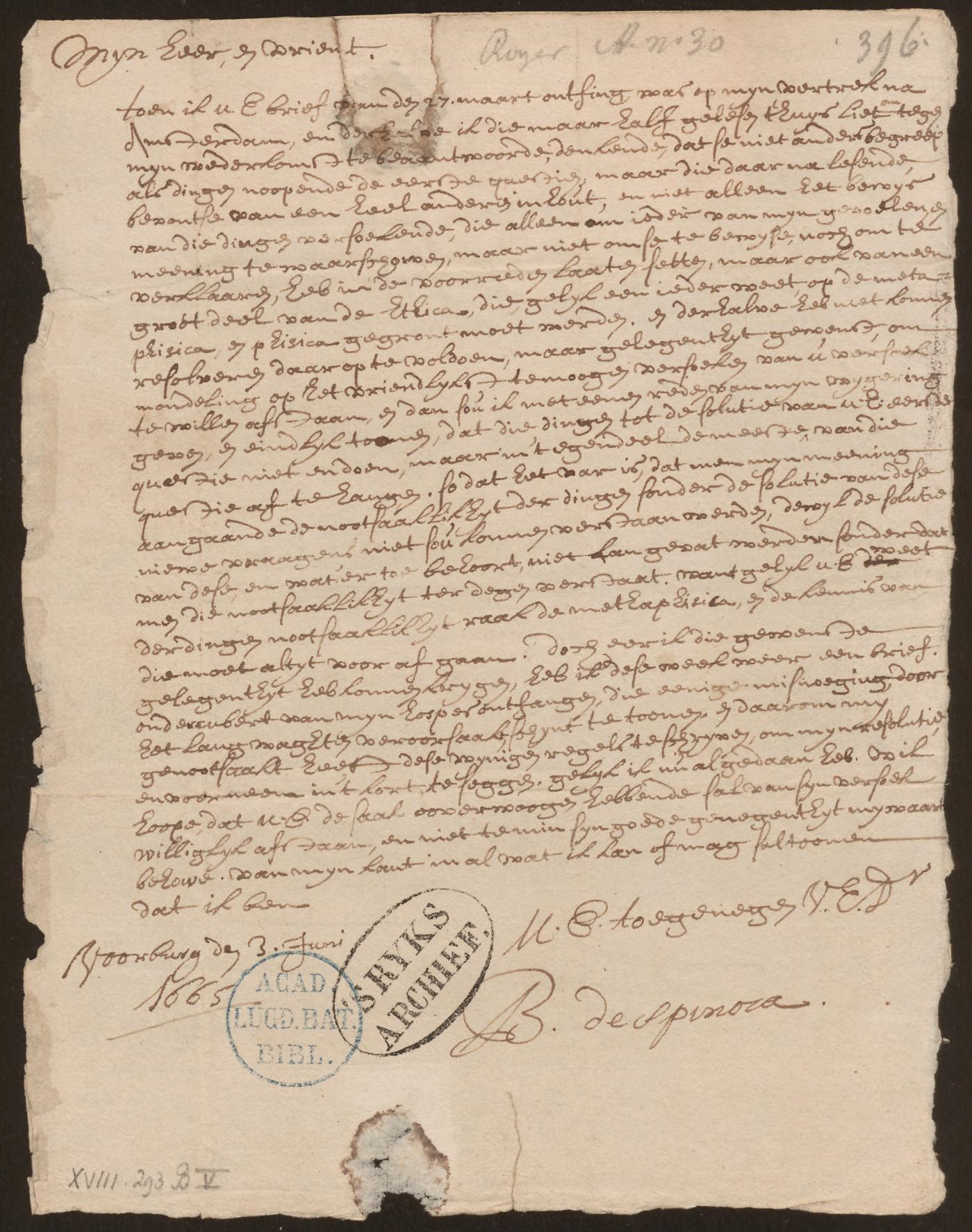
Brief 27 van Benedictus de Spinoza aan Willem van Blijenbergh, geschreven in Voorburg op 3 juni 1665.

De jaren in Rijnsburg behoorden tot zijn meest vruchtbare. In 1663 kwam het eerste deel van de Ethica als manuscript in de handen van zijn Amsterdamse vrienden. Datzelfde jaar verhuisde hij naar Voorburg, waar hij introk bij de schilder Daniël Tydeman aan de Kerkstraat. Daar werkte hij verder aan zijn Ethica. Spinoza bestreed ondertussen de opvatting dat hij een atheïst zou zijn, maar slaagde daar niet goed in. De in Londen wonende Henry Oldenburg, met wie Spinoza correspondeerde over Robert Boyle en Pierre Gassendi, werd in 1667 twee maanden opgesloten in de Tower of London. Verondersteld wordt dat de opsluiting te maken had met zijn contact met Spinoza. Adriaen Koerbagh bracht in 1669 het boek "Een Ligt schijnende in duystere Plaatsen" uit, dat de geest ademt van Spinoza's filosofie. Koerbagh werd voor godslastering veroordeeld tot tien jaar rasphuis en stierf enkele maanden later.
Spinoza deed een poging om kennis te maken met Cosimo III de' Medici, die in 1667 op rondreis was in de Republiek. De behoudende prins weigerde echter hem te ontmoeten tijdens zijn bezoek in Den Haag bij prins Willem III.

### Den Haag

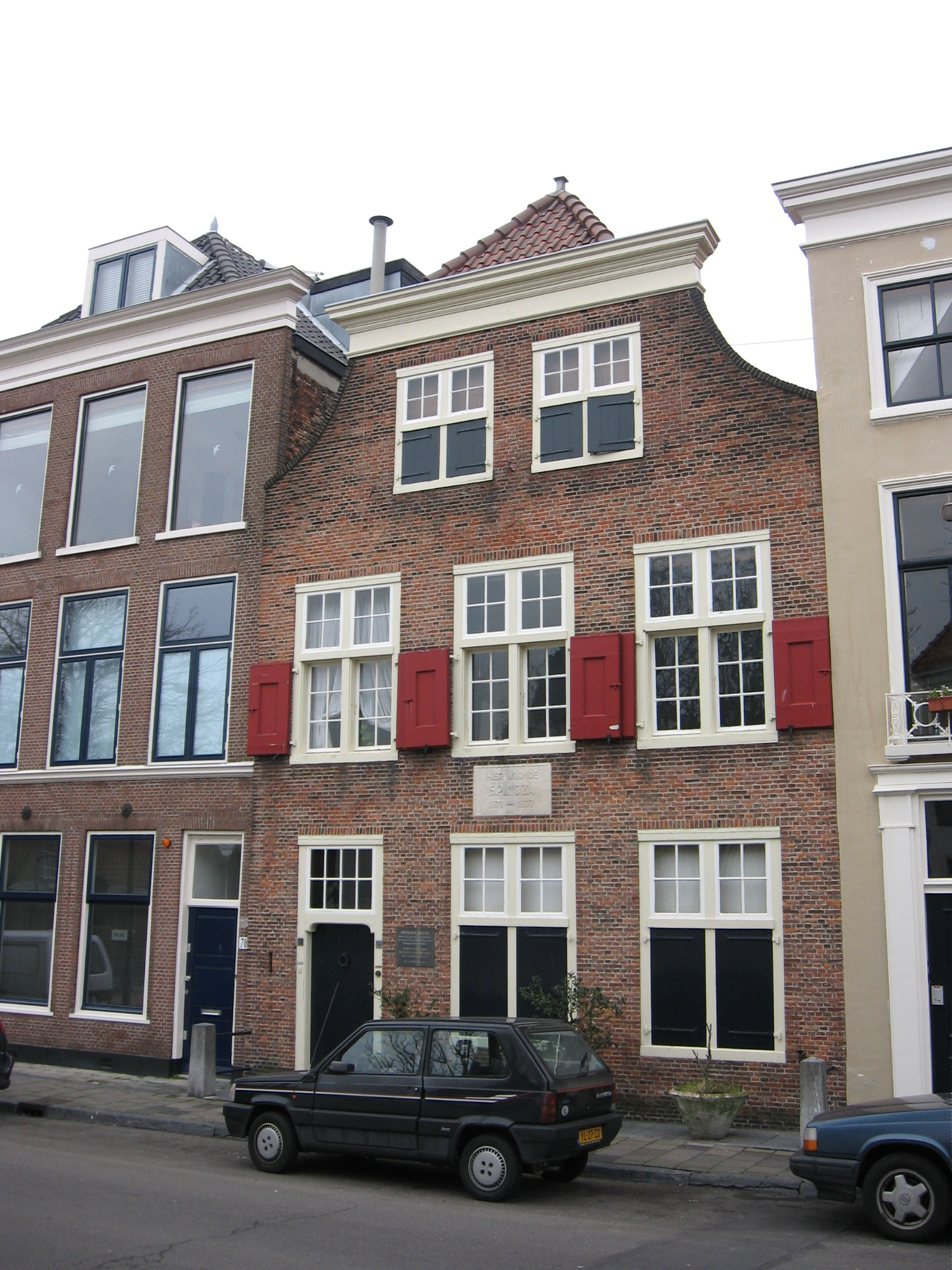
Spinozahuis, Paviljoensgracht 72 in de Haagse Jodenbuurt waar Spinoza in mei 1671 naar toe verhuisde en in 1677 overleed.

Eind 1669 of begin 1670 verhuisde Spinoza naar Den Haag. Hij kreeg kost en inwoning bij een weduwe op de Stille Veerkade, maar toen dit te duur voor hem werd, verhuisde hij begin mei 1671 naar Paviljoensgracht 72. Hier huurde hij een kamer bij de lutherse schilder Hendrik van der Spyck. Hij zou in dit 'Spinozahuis', dat voorheen eigendom was van Jan van Goyen, tot aan zijn dood blijven wonen.
Spinoza had ondertussen het Godgeleerd-staatkundig Vertoog, ofwel de Tractatus theologico-politicus geschreven, dat in 1670 anoniem werd gepubliceerd. Spinoza pleit hierin onder andere voor vrijheid van meningsuiting en voor een onafhankelijke rechterlijke macht, bijna een eeuw eerder dan de Franse filosoof Charles Montesquieu dit deed.
In het Rampjaar 1672 greep de moord op de gebroeders De Witt hem zeer aan. Spinoza was dermate geschokt dat hij 's nachts een pamflet schreef met de titel Ultimi Barbarorum (jullie zijn de ergste barbaren) met de bedoeling het bij de Gevangenpoort op te hangen. Zijn huisbaas, Hendrik van der Spyck, wist hem tegen te houden door de voordeur op slot te draaien. Deze anekdote is bekend dankzij Leibniz die schreef dat hij Spinoza in 1676 had bezocht en dat ze na de maaltijd de gebeurtenissen uitgebreid hadden besproken.
In het voorjaar van 1673 werd hem een professoraat wijsbegeerte aangeboden aan de Universiteit van Heidelberg, waar zijn medestander Samuel von Pufendorf had gedoceerd. Specifiek werd hem gevraagd zich bij de aanstelling te onthouden van het uiten van vooroordelen tegen religies. Spinoza bedankte voor de eer en schreef: "... aangezien ik nooit lust heb gevoeld in het openbaar te doceren, kan ik er niet toe komen deze prachtige gelegenheid aan te grijpen, hoewel ik de zaak lange tijd bij mijzelf overwogen heb."
In datzelfde jaar werd hij volgens zijn biograaf Johannes Colerus (1647-1707) door de inwoners van Den Haag verdacht van spionage. Reden was dat hij op uitnodiging van de predikant en luitenant-kolonel Stoupa naar de stad Utrecht was gereisd, die door de invallende Fransen al een jaar bezet werd. Bij zijn terugkeer vreesde zijn huisbaas dat de bevolking bij Spinoza verhaal wilde komen halen. Volgens deze had Spinoza hem gezegd dat hij in dat geval de bewoners van Den Haag te woord zou staan, al zouden ze hem hetzelfde aandoen als wat de gebroeders De Witt was overkomen.

### Contacten en correspondenten

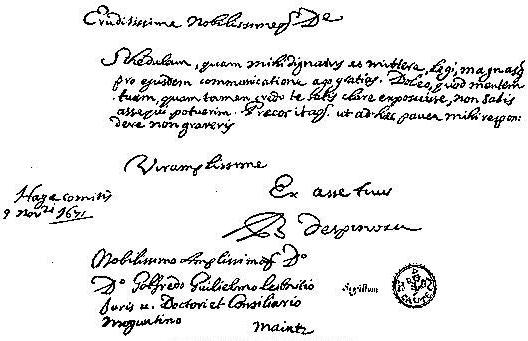
Brief van Spinoza aan Leibniz, 9 november 1671.

De Utrechtse arts Lambert van Velthuysen had kritiek op het godsbeeld van Spinoza. Hij beschuldigde Spinoza van blinde overgave aan het noodlot. De God die Spinoza schetste, had geen goddelijke wil. Daardoor was volgens Van Velthuysen niet langer aan God af te meten wat 'goed' en 'kwaad' was. Moraal en deugdzaamheid werden zo in de waagschaal gesteld en dat had onzekerheden tot gevolg. Ook werd zo volgens Van Velthuysen de waarde van de Bijbel aangetast. Want als God geen moreel oordeel gaf, dan was de Bijbel weinig meer dan retoriek. Spinoza was niet onder de indruk en stuurde Van Velthuysen een gepeperde brief.
Desondanks hielden Spinoza en Van Velthuysen contact. Vanaf 1673 bezochten ze elkaar regelmatig en hielpen elkaar bij het uitbrengen van teksten. Beiden kozen dezelfde kant in het conflict tussen Descartes en de Utrechtse theoloog Voetius.
In 1674 werd de Tractatus theologico-politicus (Theologisch-politiek traktaat) in de Republiek verboden, op last van stadhouder Willem III.
Spinoza begon een correspondentie met de Duitse natuurkundige en wiskundige Ehrenfried W. von Tschirnhaus, die voorheen in Leiden studeerde. Jonathan Israel stelt dat de discussies tussen beiden over de vrije wil, de motivatie van de mens, Descartes' wetten van de beweging en andere vraagstukken duidelijk de meest stimulerende waren in de laatste fase van Spinoza's leven.
Albert Burgh (1650-1708) schreef als franciscaan in Rome op 11 september 1675 Spinoza een brief om hem op zijn rationalistische dwalingen en ongeloof in Christus te wijzen. Spinoza's antwoord is beroemd. Onder meer wees hij erop, dat het belachelijk is dat volgens het rooms-katholieke geloof de mensen die door de duivel misleid worden, tot in de eeuwigheid verdoemd zouden zijn, terwijl de duivel ongestraft blijft.
In 1676 kwam Leibniz op bezoek. De twee filosofen voerden lange gesprekken, onder andere over het begrip zielsverhuizing bij Pythagoras.
Spinoza bewaarde de binnengekomen correspondentie en de kladversies van zijn verstuurde brieven. Zeker achtentachtig brieven zijn bewaard gebleven. In een aankondiging van het project Spinozas Web werd bekendgemaakt dat er nog zeker 36 brieven van Spinoza zijn gevonden.
Hij correspondeerde in ieder geval met de volgende personen:
- Pieter Balling, 1664
- Willem van Blijenbergh, 1664-1665
- Johannes Bouwmeester, 1665-1666, 1673
- Hugo Boxel Danielsz, 1674[76]
- Robert Boyle, 1663
- Albert Burgh, 1675
- Johann Ludwig Fabritius, 1673
- Johann Georg Graevius, 1673
- Johannes Hudde, 1666, 1671
- Jarig Jelles, 1667, 1669, 1671, 1673-1674
- Gottfried Wilhelm Leibniz, 1671
- Johan van der Meer, 1666
- Lodewijk Meyer, 1663
- Henry Oldenburg, 1661-1663, 1665, 1675-1676
- Jacob Ostens, 1671
- Jan Rieuwertszn Sr., 1674
- George Hermann Schuller, 1674-1676
- Nicolaus Steno, 1671
- Ehrenfried Walther von Tschirnhaus, 1674-1676
- Lambert van Velthuysen, 1671, 1675
- Simon Joosten de Vries, 1663

### Persoonlijk leven
Spinoza is ongetrouwd gebleven. De overlevering vermeldt slechts één geval van mogelijke interesse in het andere geslacht, namelijk voor Clara Maria van den Enden, de manke dochter van zijn leermeester. Volgens zijn eerste biograaf Colerus zou hij meermalen gezegd hebben dat hij met deze meer dan twintig jaar jongere vrouw had willen trouwen. Colerus' biografie wordt echter niet als geheel betrouwbaar gezien. Tijdgenoot Joachim Oudaen, afkomstig uit Rijnsburg en aldaar bekend met de collegianten, lijkt in een smaadgedicht uit 1683 te impliceren dat Spinoza homoseksueel was.
Tijdgenoten omschreven Spinoza als een zachtmoedig, rustig en bescheiden mens. Zijn vrienden beschouwden Spinoza als een gelovig mens, zij het erg ondogmatisch.

### Overlijden

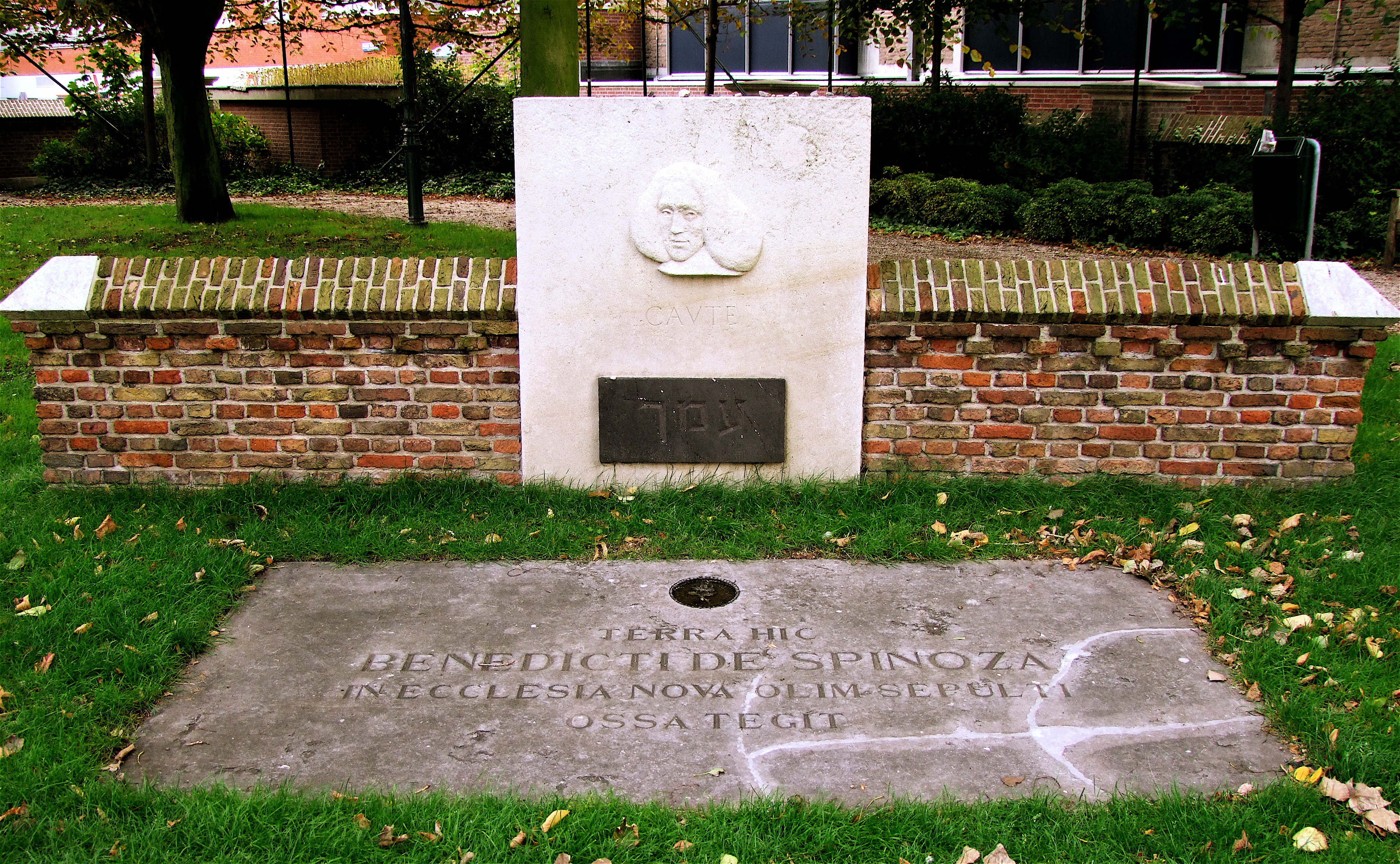
Monument uit 1956 en grafsteen uit 1927 die achter de Nieuwe Kerk in Den Haag een van de plekken markeren waar de beenderen van Spinoza mogelijk herbegraven zijn. In het (staande) monument is een blok basalt aangebracht, afkomstig uit het Meer van Tiberias in Israël, met het opschrift “Amcha” (uw volk).

In zijn laatste levensjaren kreeg Spinoza geregeld bezoek van de arts en alchemist George Hermann Schuller. Deze jonge Amsterdamse geneesheer stelde op 6 februari 1677 in een brief aan Leibniz dat Spinoza niet lang meer te leven had, aangezien zijn tuberculose met de dag zou verergeren. Op 21 februari stierf Spinoza, volgens zijn vrienden aan tuberculose. Aan deze ziekte leed hij volgens zijn biograaf Colerus zeker al twintig jaar, die schrijft dat hij door zijn ziekte "zeer mager" was. In 1705 sprak Colerus met Spinoza's toenmalige hospes, die vertelde dat hij Spinoza's dood niet had zien aankomen. Spinoza zou niet bedlegerig zijn geweest, liep nog trappen en ze spraken de dag voor zijn dood nog geruime tijd met elkaar. Ook op de ochtend van wat Spinoza's sterfdag zou worden, waren er volgens de hospes geen aanwijzingen voor een naderend einde. Uiteindelijk stierf Spinoza die middag toen zijn arts Schuller op bezoek was.
Spinoza werd op 25 februari begraven in een huurgraf in de Nieuwe Kerk in Den Haag. Voor zijn laatste reis werden zes koetsen ingehuurd. Zijn graf werd na enige tijd geruimd. Vermoedelijk werden zijn overblijfselen, met die van andere graven, verstrooid in de buurt van de kerk. In 1927 werd een grafsteen geplaatst op het terrein waar zijn restanten mogelijk herbegraven zijn. In 1956 volgde op dezelfde plek een monument te zijner gedachtenis.

### Veiling nalatenschap
Al zijn bezittingen werden op 4 november 1677 geveild. De opbrengst bedroeg 430 gulden en dertien stuivers. De inventarislijst is bewaard gebleven. Tot de goederen die geveild werden, behoorden instrumenten om glas te snijden, een bed, vier beddenlakens, een sprei, zeven hemden, vijf zakdoeken, twee rode gordijnen, een broek en een Turkse mantel. Ook boeken werden geveild. Zijn zilverwerk bestond uit twee zilveren gespen die twee gulden en tien stuivers opbrachten. Na aftrek van de verkoopkosten resteerden 390 gulden, veertien stuivers en acht penningen.

### Boekenkast

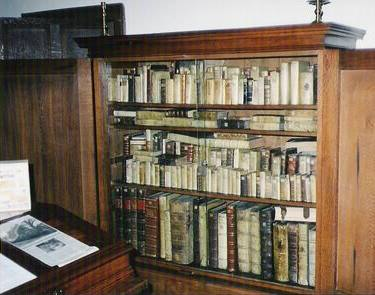
Kast met boeken in het Spinozahuis in Rijnsburg.

Spinoza bezat bij zijn overlijden 160 boeken: 96 in het Latijn, 17 meertalig, 16 in het Spaans, 13 in het Nederlands en 10 in het Hebreeuws. De belangrijkste onderwerpen waren taalwetenschap, klassieke en eigentijdse gedichten, theologie, politieke theorie, wiskunde, natuurwetenschap en filosofie.
Spinoza bezat naast alle werken van Descartes en het meetkundig en rekenkundig verzamelwerk Elementen van Euclides, ook een verslag van een reis naar Spanje van de hand van Cornelis van Aerssen van Sommelsdijck, de epigrammen van Marcus Valerius Martialis, astronomische werken van Philippus Lansbergen, een medisch boek van Nicolaes Tulp en de Institutie van Johannes Calvijn.
In het Spinozahuis in Rijnsburg werd zijn boekenkast gereconstrueerd.

### Postume werken
Zijn lessenaar, met daarin zijn voltooide en onvoltooide manuscripten, werd vlak na zijn dood naar de uitgever Jan Riewertsz gebracht. Vervolgens kwamen allereerst de Opera Posthuma (Postume Werken) uit. Er waren twee uitgaven. Een in het Latijn en een in het Nederlands vertaald door Jan Hendriksz. Glazemaker. De boeken werden in het sterfjaar gedrukt en begin 1678 uitgebracht; de Nederlandstalige uitgave onder de titel De Nagelate Schriften van B.d.S. Het is in feite een weergave van zijn Ethica, aangevuld met een uitvoerige inleiding die na zijn dood door een van zijn vrienden geschreven werd. Een verbod op publicatie door de Staten van Holland, die het werk prophaen, Atheistisch ende blasphemant (ontheiligend, goddeloos en godslasterlijk) vonden, heeft de verspreiding niet kunnen tegenhouden.

## Filosofie, theologie, politicologie, psychologie en metafysica

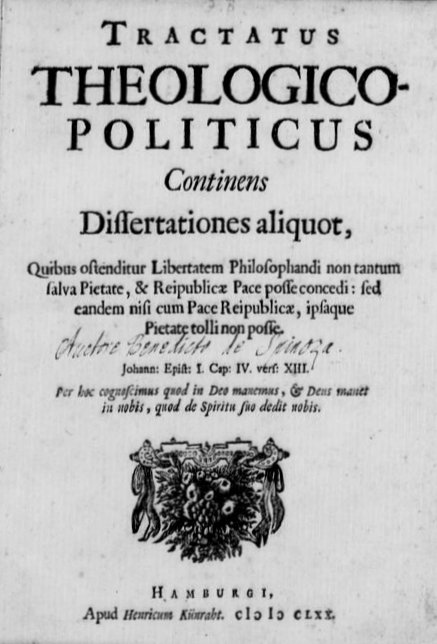
Titelblad van de Tractatus Theologico-Politicus 1670, 1677.

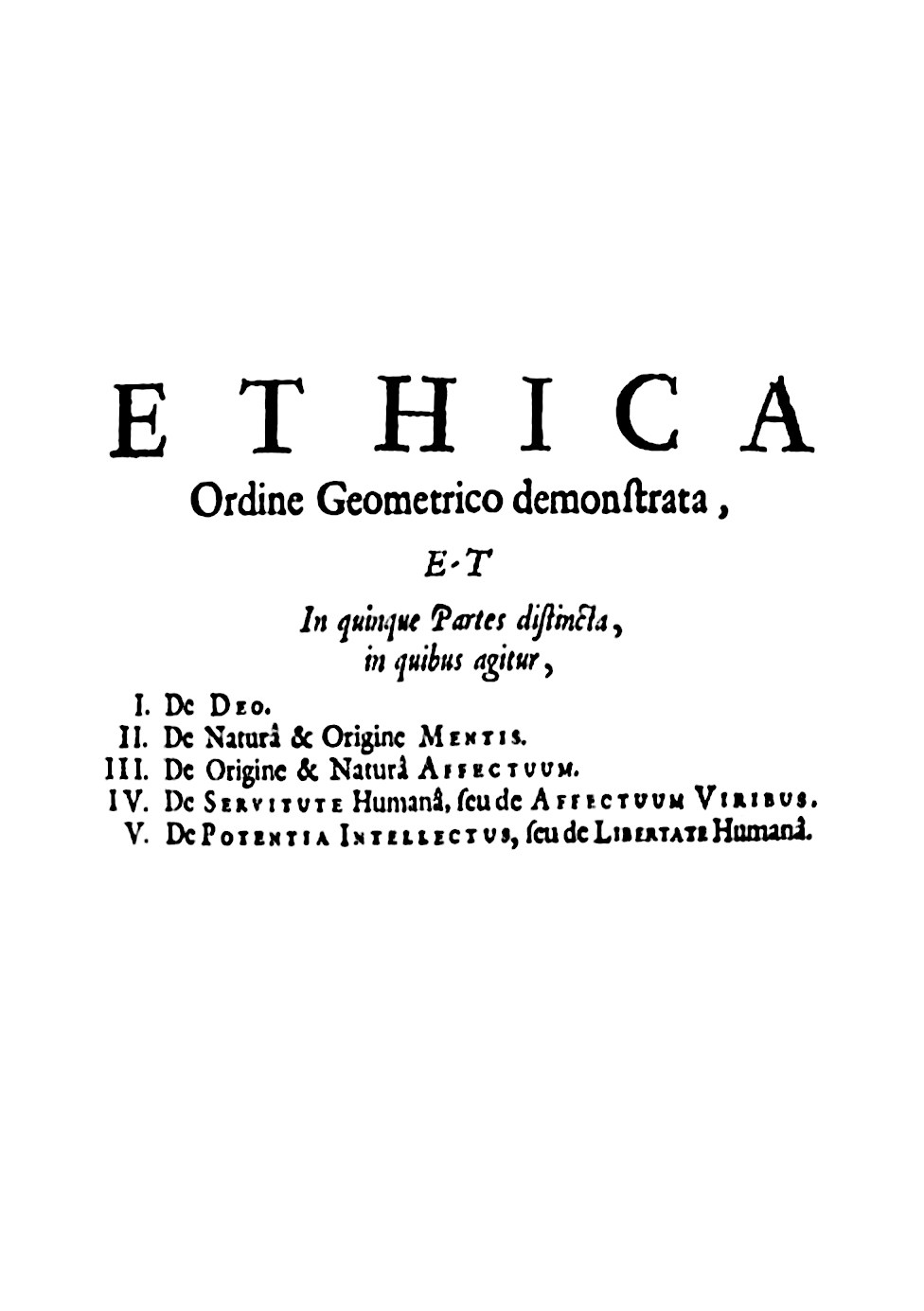
Titelblad van de Ethica, 1677.

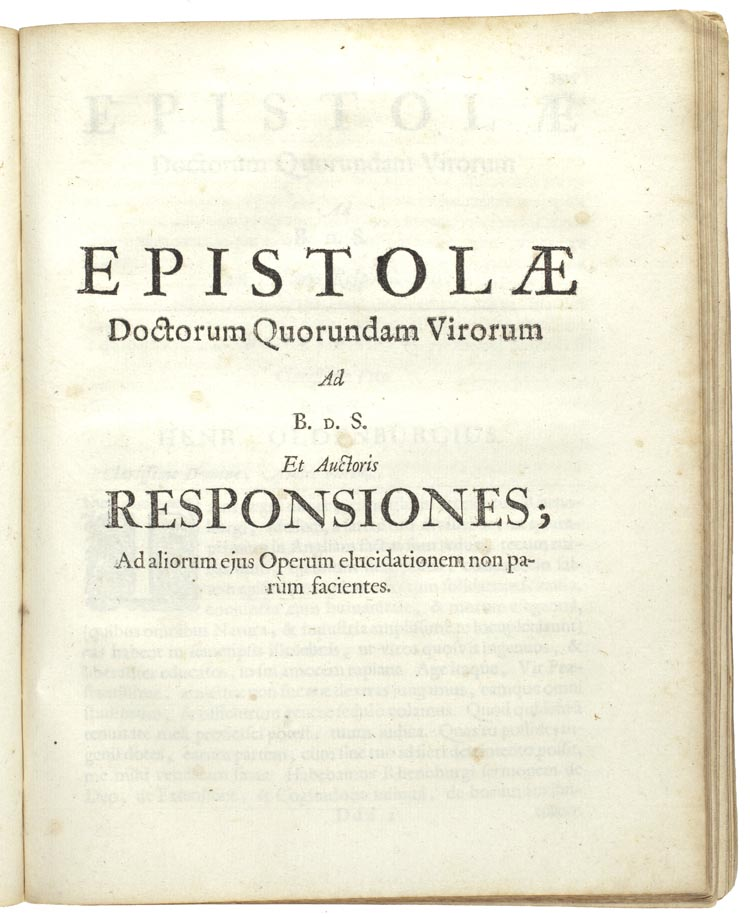
Postume brievenuitgave, Epistolae, 1677.

Vanaf het midden van de 17e eeuw hield intellectueel Europa zich bezig met wat waar is in de Bijbel. In 1655 publiceerde Isaac La Peyrère in Amsterdam zijn ideeën over de geschiedenis en trok daarbij de juistheid van de Bijbel in twijfel. Athanasius Kircher vroeg zich af of er ook vóór de zondvloed regenbogen waren. Spinoza hield zich meer op natuurkundige wijze bezig met het verschijnsel regenboog, dat eerst na het ontdekken van de brekingswetten van Snellius goed verklaard kon worden. In de jaren 1663-1666 sprak Spinoza met Christiaan Huygens over het verschijnsel, evenals over waarschijnlijkheid en kansrekening.
Spinoza's denken combineert cartesiaanse metafysische en epistemologische principes met elementen uit het oude stoïcisme, de middeleeuwse scholastiek en het joodse rationalisme tot een zeer origineel systeem. Zijn naturalistische opvattingen over God, de wereld, de mens en de kennis dienen om een morele filosofie te funderen, gericht op de controle van de hartstochten, wat leidt tot deugd en geluk. Hij beschouwde de mens als een door de natuur begiftigd wezen, dat zelf de vrijheid heeft om zijn talenten al dan niet verder te ontwikkelen.

### Het monisme
Spinoza vond dat de filosofie van Descartes een groot probleem had. Descartes beschreef het dualisme met God als oneindige onafhankelijke substantie. Daaronder vielen de eindige substanties van het lichaam (uitgebreidheid) en de geest. Deze stonden los van elkaar, maar in de filosofie van Descartes kwamen ze samen in pijnappelklier in de hersenen. Spinoza nam dit idee over, maar liet de eindige lichamelijke en geestelijke substantie vallen binnen de grote oneindige substantie die hij God noemde. Geest en lichaam noemde hij attributen (eigenschappen) van de substantie. Het totaal aantal attributen is oneindig. De mens heeft alleen maar zicht op de uitgebreidheid (het materiële, ofwel het lichamelijke, waar ook het universum onder valt) en de geest (het menselijk bewustzijn). De oneindige substantie noemde Spinoza "natuur". Er is een onderscheid tussen de scheppende natuur (natura naturans) en de geschapen natuur (natura naturata). Zowel het menselijke bewustzijn als het lichaam kunnen worden gezien als goddelijke energie. Dus als je iets doet, dan werken geest en lichaam parallel samen, al is het maar een deel van het hele proces. Zo volgt alles een goddelijk plan. Zo is er ook geen vrije wil. De enige manier om vrijheid te verkrijgen is door je als mens te accepteren wie je bent en jezelf te leren kennen met al je emoties. De rede helpt om de driften van het egoïsme te overwinnen. Dit is een onderdeel van het kennen van God en een toenemend inzicht in de totale samenhang van Gods wil. Het liefhebben van God (amor Dei intellectualis) geeft de mens de ware vrijheid en maakt de mens het gelukkigst.

### Theologisch-politiek traktaat
Het Tractatus theologico-politicus (Theologisch-Politiek Traktaat) verscheen anoniem tijdens Spinoza's leven in 1670. Hij gaf hierin een van de eerste logische analyses van de Bijbel. Dit werk heeft grote invloed gehad op de politieke filosofie en het denken over de tolerantie. In het Theologisch-Politiek Traktaat pleitte Spinoza voor volledige vrijheid van meningsuiting en godsdienstvrijheid, dit in tegenstelling tot veel van zijn tijdgenoten. Spinoza verdedigde, tezamen met John Locke, op principiële gronden de tolerantie. Hij schreef het tijdens het Eerste Stadhouderloze Tijdperk (1650-1672) toen de druk van de orangisten op de staatsen toenam. In dat licht spreekt hij zich uit tegen het recht van opstand en voor behoud van de status quo. Spinoza sloot dit boek af met een prijzende beschouwing over de vrijheid die Amsterdam zijn burgers biedt.

### Ethica
Zijn levenswerk is de Ethica ordine geometrico demonstrata. Het werd na zijn dood uitgegeven in zijn sterfjaar 1677. Hoewel ethiek het hoofdonderwerp is, begint het werk met een uitgebreide uiteenzetting van Spinoza's metafysica. In navolging van Descartes ging Spinoza uit van het idee dat de wiskunde een voorbeeld voor de filosofie is. Maar anders dan Descartes deed, volgt Spinoza in het gehele werk de 'meetkundige' methode, in navolging van Euclides' Elementen: definities, axioma's, stellingen, bewijzen en gevolgtrekkingen.
De Ethica bestaat uit vijf delen:
1. God
2. Over aard en oorsprong van de geest
3. Over oorsprong en aard der aandoeningen
4. Over de menselijke knechtschap of de macht der aandoeningen
5. Over de macht van het verstand of de menselijke vrijheid

Spinoza ging ervan uit dat God één substantie (oerbeginsel) is, oneindig is en door hem begrepen als datgene wat op zichzelf bestaat en uit zichzelf moet worden begrepen. Het is zijn eigen oorzaak en wordt gelijkgesteld aan de hele natuur dus dode en levende natuur samen, de natuurwetten, de geestelijke wetten en veel meer. De attributen (kenmerken) van deze substantie zijn oneindig in aantal. Van dit oneindige aantal attributen kent de mens echter er slechts twee, namelijk denken en uitgebreidheid (materie van het lichaam). De afzonderlijke dingen zijn modi (uitdrukkingsvormen) van deze substantie.
Om de verschillende rollen van 'natuur' te verduidelijken, onderscheidde Spinoza natura naturans - de scheppende natuur - en natura naturata - de geschapen, ontstane natuur.

### Spinozisme versus atheïsme en theïsme

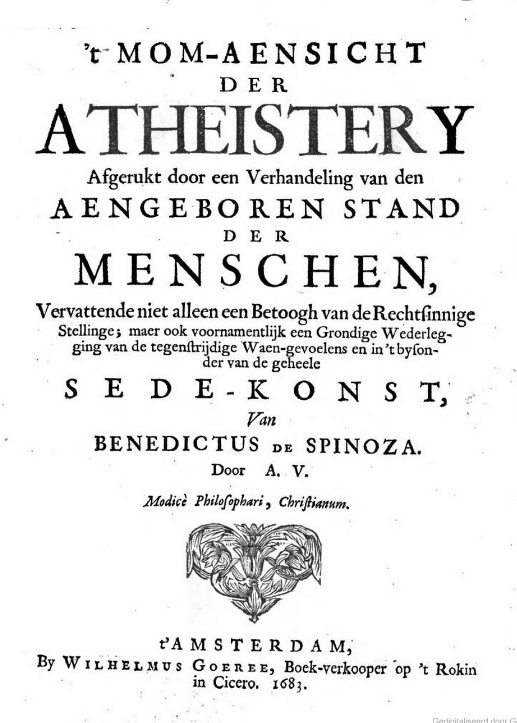
Titelblad van t'Mom-aensicht der atheistery afgerukt door een verhandeling..... is een aanval op het werk van Spinoza door Adriaen Verwer

Er bestaan meerdere interpretaties over de religieuze opvattingen van Spinoza. Voor sommigen is Spinoza een boegbeeld van het atheïsme, volgens anderen eerder van het pantheïsme. De basis van zijn stelsel is zijn neutraal monistische godsopvatting. Spinoza had een heel ander godsbegrip dan de drie monotheïstische religies.
Volgens Spinoza was God niet de schepper van de wereld, maar de wereld een onderdeel van het goddelijke. Wonderen zijn volgens Spinoza niet het bewijs van goddelijke macht, maar van menselijke onwetendheid. Spinoza vond dat de aanwezigheid van God niet bewezen wordt door wonderen, maar door de orde in de natuur. Als we de oorzaken van ons handelen niet kennen, spreken we over de vrije wil, maar voor Spinoza was dit een gevolg van onwetendheid. Volgens Spinoza is onwetendheid het voornaamste obstakel bij het nastreven van een deugdzaam leven, niet egoïsme. Goed en kwaad moeten volgens hem beschouwd worden als gelijkwaardig aan gezond en ongezond. Overgaan van passiviteit naar activiteit is volgens Spinoza altijd overweldigend, bevrijdend en vreugdevol.

## Invloed van het spinozisme

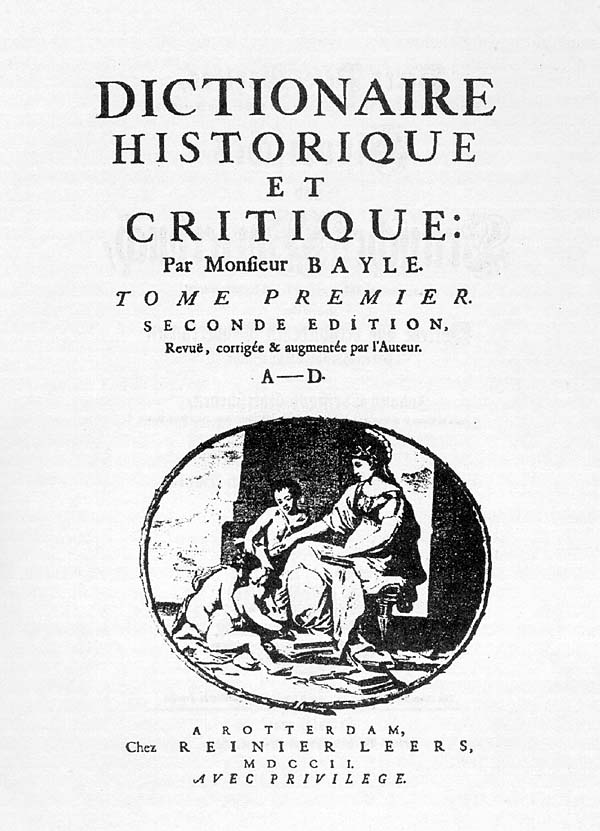
Tweede druk van Bayles Encyclopedie, waarin opvallend veel aandacht werd besteed aan Spinoza. 1702, Rotterdam.

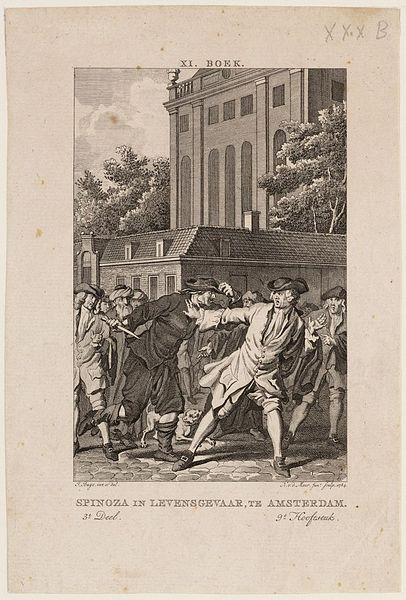
Spinoza in levensgevaar, te Amsterdam. Een van de mythes is de overval op Spinoza bij de oude Portugese synagoge. Op de afbeelding staat de nieuwe synagoge, die pas in 1675 in gebruik werd genomen. Uit Historie der Joden, vervolg op Flavius Josephus, 1784.

Het genootschap Nil Volentibus Arduum (Latijn voor 'niets is moeilijk voor hen die willen') was een roemrucht gezelschap van intellectuelen, opgericht in Amsterdam in 1669, naar het voorbeeld van de Académie française. Het was mede opgericht om onder de dekmantel van een cultureel gezelschap vrijelijk te kunnen discussiëren over de spinozistische filosofie, die zij wilde verspreiden.
Door wat bekend is geworden als de pantheïsmestrijd, kwam Spinoza's filosofie eind 18e eeuw binnen Europa opnieuw in de belangstelling. De Duitse filosoof Jacobi schreef in 1785 dat bij leven de in Duitsland zeer bekende schrijver en dichter Lessing tegenover hem bekend had dat hij een volgeling was van Spinoza's gedachtegoed. Het riep heftige discussies op, met als gevolg dat Spinoza's geschriften invloed hadden op het Duits idealisme en de Duitse romantiek. Rond 1800 was de belangstelling voor Spinoza's werk dusdanig groot dat er in 1802 voor het eerst een uitgave van zijn verzameld werk gepubliceerd werd.
Veel grote filosofen na Spinoza, zoals Hegel, Nietzsche en Goethe, hebben hem op een voetstuk geplaatst. De Nederlandse schrijver Multatuli uitte zijn waardering in de volgende dichtregels:

Zeker ben ik van Spinoza's familie...
en heb ik vaders neus niet regt,
'k heb toch een hart als hy.
— Multatuli

Ook Albert Einstein bewonderde hem en vond aansluiting bij zijn abstracte godsbeeld.

Ik geloof in de God van Spinoza, die zichzelf openbaart in de wetmatige harmonie van het heelal, en niet in een God die zich bemoeit met het lot en de handelingen van mensen.

Dat liet Einstein weten, nadat hij in Rijnsburg het Spinozahuis had bezocht. In 1920 schreef hij een gedicht getiteld "Zu Spinozas Ethik".
In de 20e eeuw zijn er twee bloeiperioden van het spinozisme aan te wijzen. De eerste was een Spinozacultus in de Weimarrepubliek, in de jaren 20. Deze dient gezien te worden in de context van het toenemende antisemitisme. Bij het begin van de Tweede Wereldoorlog werd het eerste bloeimoment de kop ingedrukt. In Frankrijk was het werk van Spinoza ook invloedrijk onder een reeks Franse filosofen zoals Léon Brunschvicg en Jean Cavaillès. De tweede periode trad op na die oorlog, toen Spinoza een populair studieobject werd voor de Franse marxisten, onder wie Louis Althusser, Étienne Balibar, Pierre Macherey en de Italiaan Antonio Negri. Ook in het denken van Gilles Deleuze en Alain Badiou is de invloed van Spinoza voelbaar.

## Canon van Nederland
Spinoza is in 2007 opgenomen in de Canon van Nederland. Het is een van de vijftig thema's die niet mogen ontbreken in de geschiedenisles op een Nederlandse school. Sommige christelijke scholen wilden Spinoza vervangen door een christelijk denker.

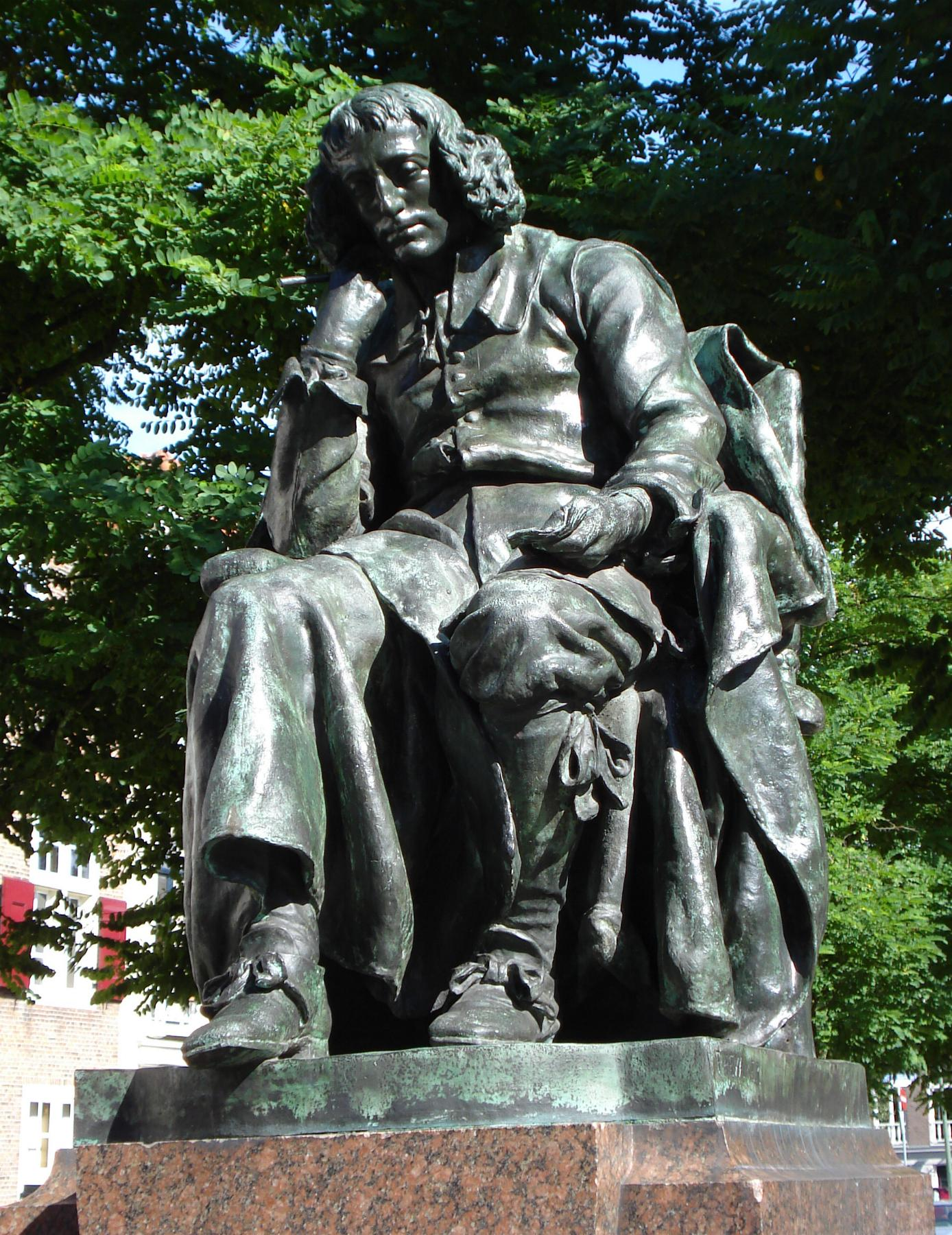
Frédéric Hexamer, Standbeeld van Spinoza, 1880, Paviljoensgracht 72, Den Haag.
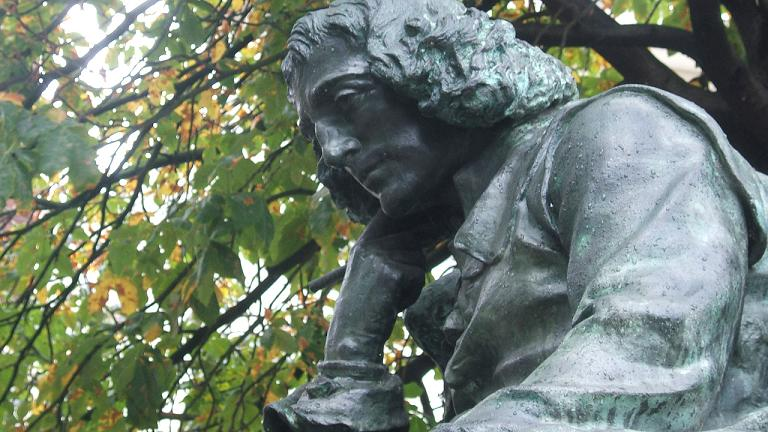
Close-up van het standbeeld in Den Haag.
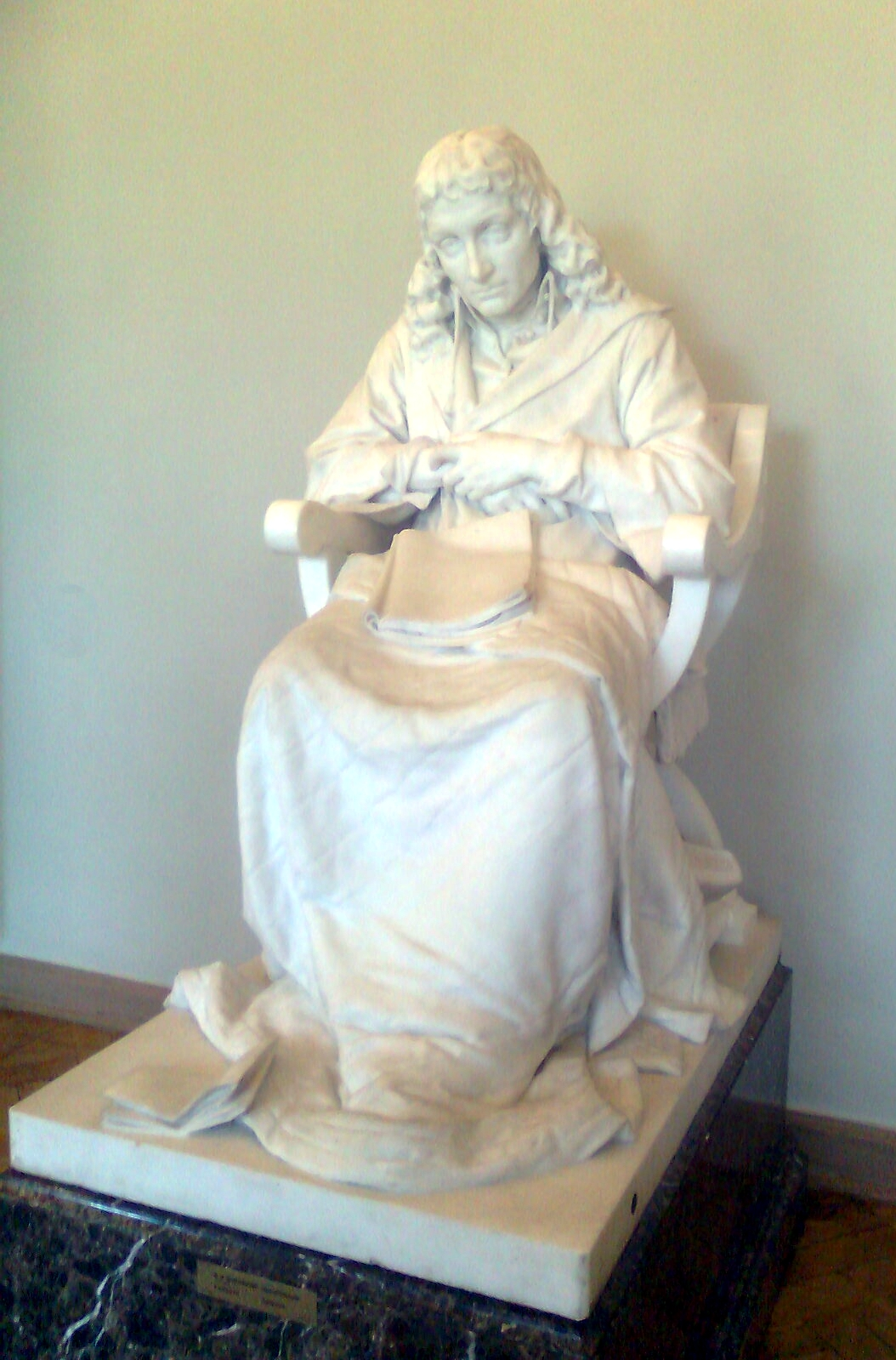
Spinoza door Mark Antokolsky[98] in de Hermitage (Sint-Petersburg), 1881.
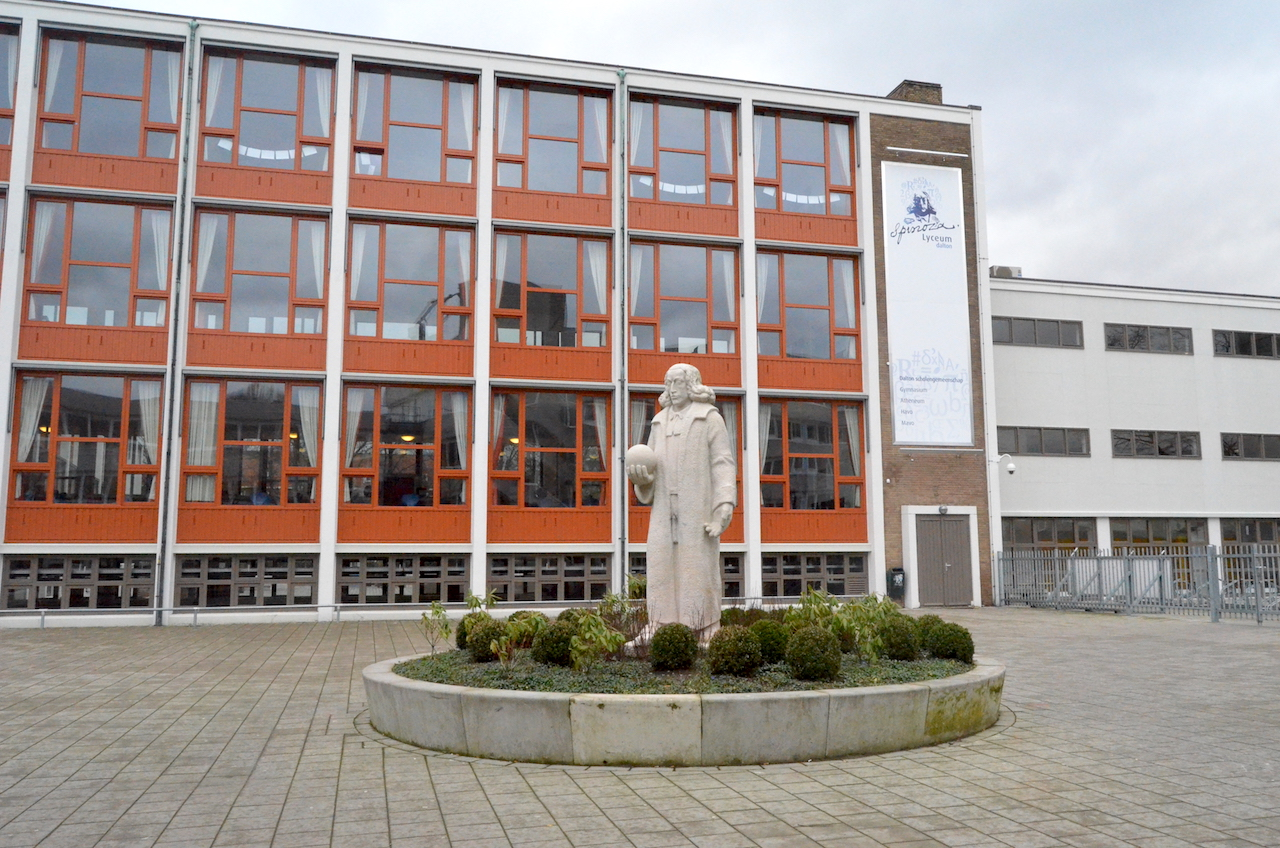
Hildo Krop, Spinozabeeld voor het Spinoza Lyceum, 1959, Peter van Anrooystraat, Amsterdam-Zuid
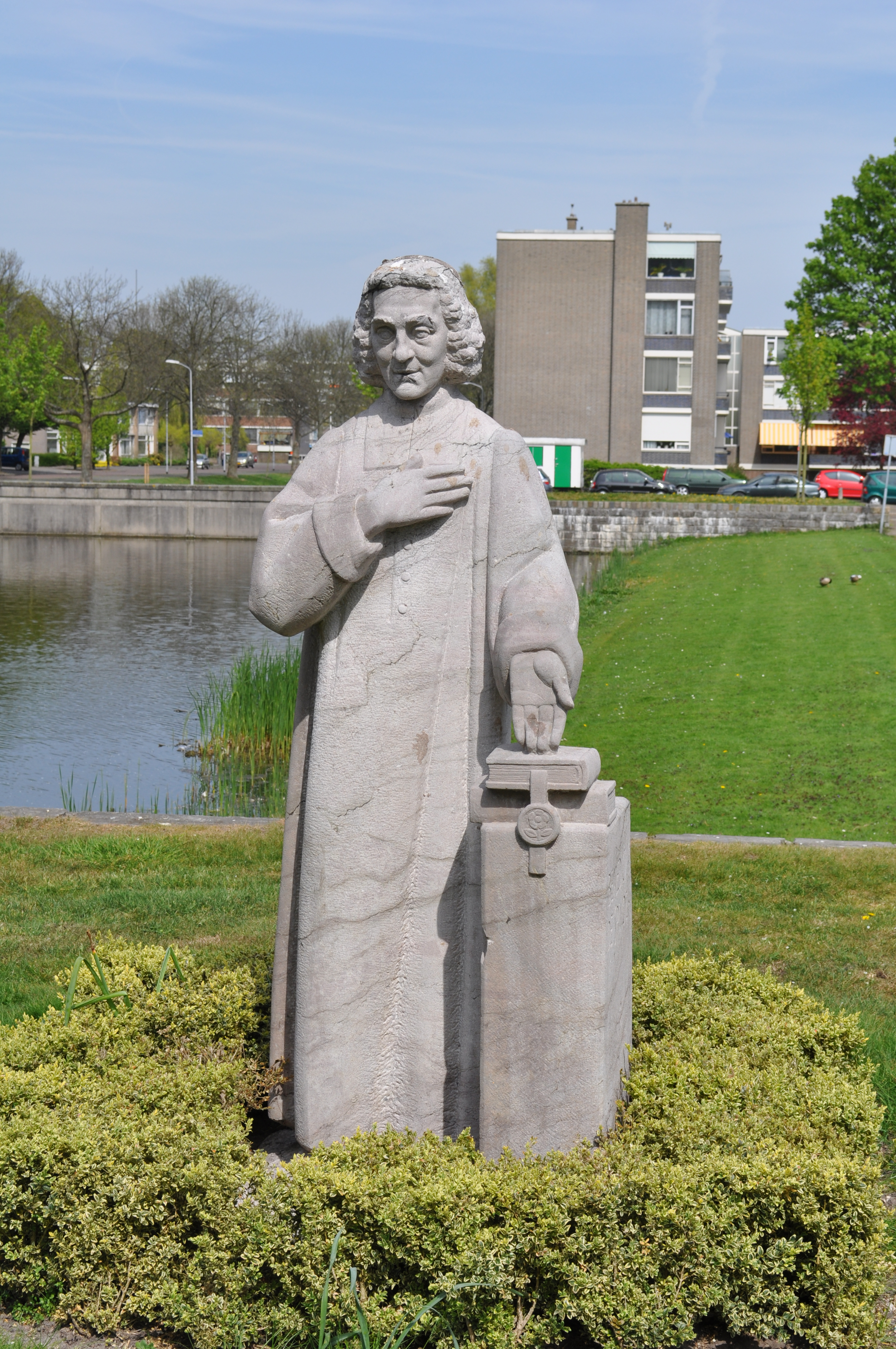
Rudolf Roth, Beeld van Spinoza in Park 't Loo, 1964, Voorburg.
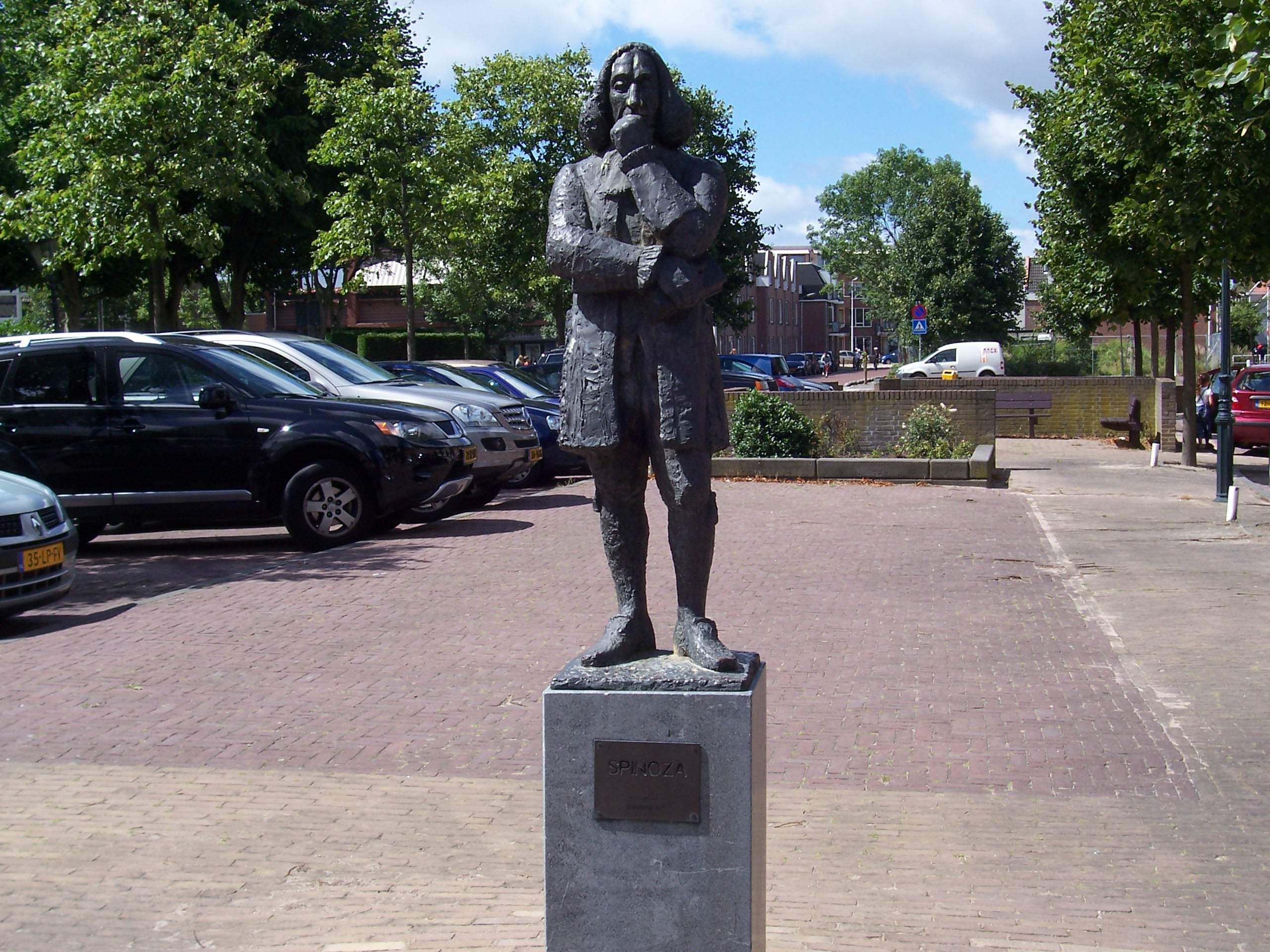
Spinoza Rijnsburg (Katwijk) door Gerard Brouwer, 1993.
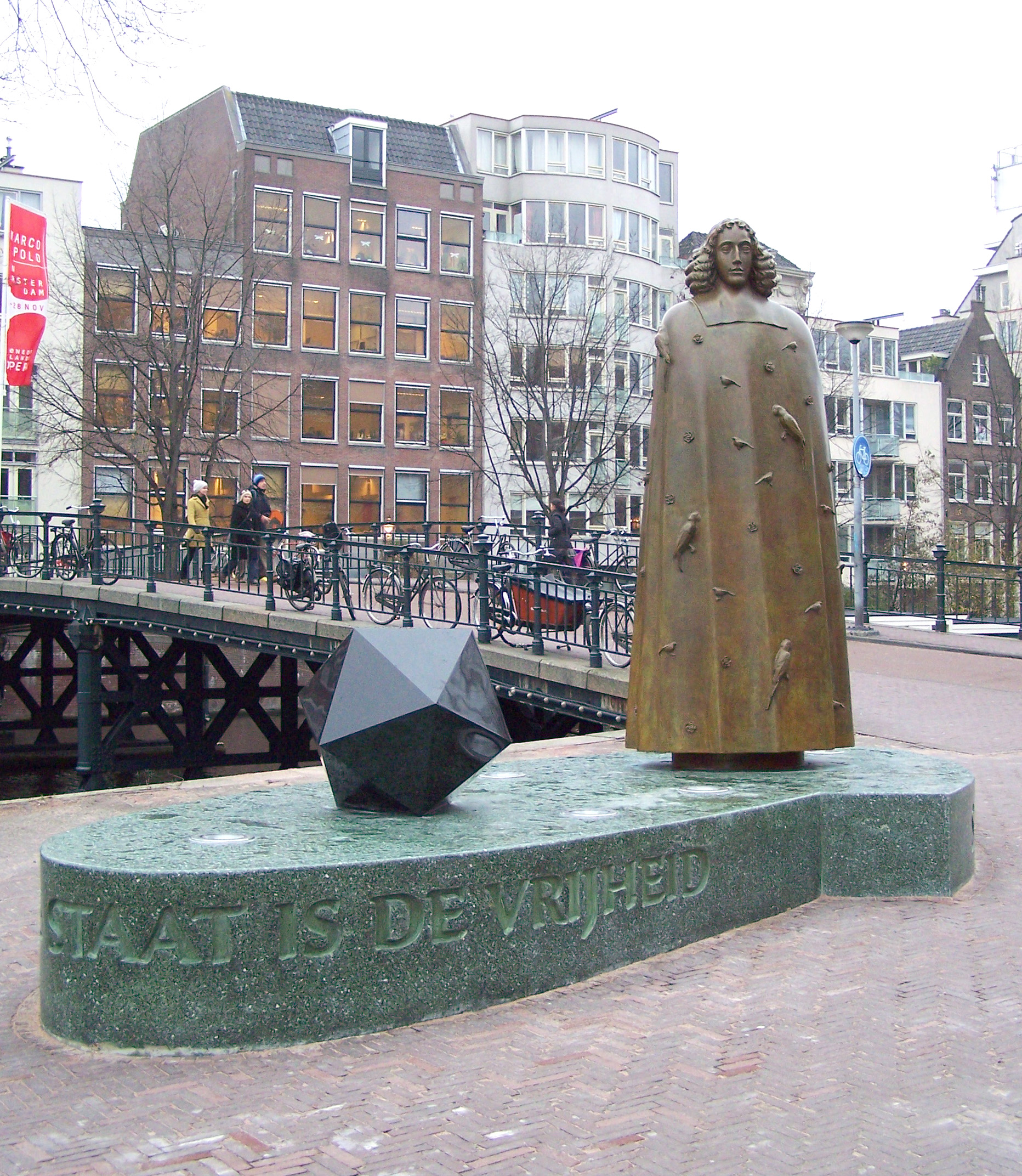
Nicolas Dings, Het Spinozamonument bij de Stopera, 2008, Zwanenburgwal, Amsterdam. Het citaat op de sokkel luidt: ‘Het doel van de staat is de vrijheid’.[99] De icosaëder staat volgens de kunstenaar symbool voor het denken van Spinoza: het universum als model, geslepen door de menselijke geest.

## Wetenswaardigheden
- Naar Spinoza is de Spinozapremie vernoemd, de hoogste Nederlandse wetenschapsprijs.
- De Spinozalens is de naam van een internationale onderscheiding die vernoemd is naar Benedictus de Spinoza. De prijs is voor een persoon die zich verdienstelijk heeft gemaakt op het vlak van het denken over de grondslagen van de ethiek.
- Spinoza is gekozen op de 21e plaats van de grootste Nederlander aller tijden. In een door Het Parool georganiseerde verkiezing kwam Spinoza op de tweede plaats als grootste Amsterdammer aller tijden, na Samuel Sarphati.[100]
- Het portret van Spinoza stond vanaf 30 maart 1972 tot 3 april 1996 op het bankbiljet van duizend Nederlandse gulden.
- De Franse filosoof Pierre Bayle (1647-1706) beschouwde de Chinese filosofie als een vorm van spinozistisch atheïsme.[101][102]
- Spinoza is ook de naam van de reguliere vrijmetselaarsloge in Oostende, gesticht in 2010 (zie lijst van loges in Oostende).[103]
- Vermoedelijk is de uitdrukking ga zo door en gij zult spinazie eten een verhaspeling van zijn naam en was aanvankelijk "Ga zo door en gij zult Spinoza heten".[104]
- Johannes van Vloten is bekend als degene die Spinoza's werk vanaf het midden van de 19e eeuw voor het eerst onder de aandacht van een breder publiek bracht; onder meer door de uitgave (samen met Jan Pieter Nicolaas Land) van diens Verzamelde Werken (Opera Omnia in twee delen, 1882-1883). In totaal schreef Van Vloten tussen 1853 en 1883 bijna zestig beschouwingen over Spinoza. Hij had een belangrijk aandeel in het in Den Haag in 1880 oprichten van een standbeeld van Spinoza.
- De Nederlandse dichter Herman Gorter vertaalde de Ethica.
- Hoewel er veel gravures, schilderijen, bustes en standbeelden zijn die Spinoza verbeelden, is de gelijkenis van de meeste zeer twijfelachtig. Wie ze vergelijkt hoeft geen kunstkenner te zijn om te zien dat ze onmogelijk dezelfde persoon verbeelden. De verschillen in gelaatstrekken zijn te groot om te wijten aan leeftijd, lichaamsgewicht, kapsel en gezondheid van Spinoza en/of talent en artistieke vrijheid van de verschillende portrettisten. Van vrijwel alle portretten staat dan ook vast dat ze na de dood van Spinoza tot stand zijn gekomen, van geen enkel portret staat vast dat het bij zijn leven gemaakt is. Kennelijk is de behoefte om zich een beeld te vormen van hoe Spinoza eruitzag zo groot dat het een vrijbrief is voor artiesten om er op los te fantaseren.[105]
- De verbanning van Spinoza uit de Joods-Portugese synagoge blijft de gemoederen van deze gemeenschap beroeren. Dit bleek in 2021 uit het aanvankelijke bezoekverbod voor Yitzhak Melamed, hoogleraar filosofie aan de Johns Hopkins University in Baltimore en vermaard Spinozakenner, door het rabbinaat van de synagoge.[106]

## Werken

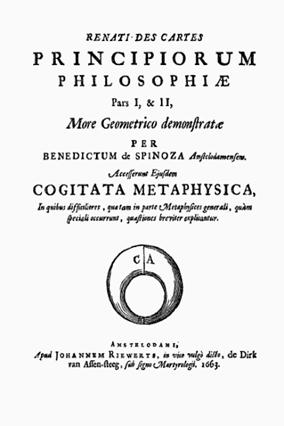
Spinoza: Renati Des Cartes principiorum philosophiae Pars I, & II, More Geometrico demonstratae met Spinoza's Cogitata metaphysica, Johannes Riewerts 1663

- 1660 - Tractatus de intellectus emendatione. De Verhandeling over de verbetering van het verstand (onvoltooid). Spinoza onderzoekt hoe men ware kennis kan verwerven. Gepubliceerd in 1677 in de Opera Posthuma.
- ca. 1660-1662 - Korte Verhandeling van God, de mensch, en deszelvs welstand[a] (onvoltooid). Latijnse titel: Tractatus de Deo et homine ejusque felicitate. Twee manuscripten met Nederlandse vertalingen van deze verhandeling werden pas in de 19e eeuw ontdekt. De oorspronkelijke tekst, die in het Latijn was geschreven, is verloren gegaan. Veel in het werk is nog aan Descartes ontleend.[107]
- 1663 - Principia philosophiae cartesianae of Renati Descartes principia philosophiae, more geometrico demonstrata, het eerste boek dat Spinoza zelf publiceert. Deze tekst ontstaat uit de lessen die Spinoza gaf aan zijn leerling Casearius.
- 1663 - Cogitata metaphysica. Over de theorie van het zijn en zijn verschijningswijzen, God, diens attributen en de menselijke ziel.
- 1664 - Renatus Des Cartes Beginzelen der wysbegeerte, I en II Deel, Na de Meetkonstige wijze beweezen door Benedictus de Spinoza Amsterdammer. Mitsgaders des zelfs Overnatuurkundige gedachten, in welke de zwaarste geeschillen, die zoo in't algemeen als in 't byzonder deel der Overnatuurkunde ontmoeten, kortelijk worden verklaart[b]. Alles uit 't Latijn vertaalt door P.B., pdf
- 1670 - Tractatus theologico-politicus (vertaald als: Een rechtsinnige theologant, of Godgeleerde staatkunde[c]. Bremen : H.J. von der Weyl [= Amsterdam, J. Rieuwertsz], 1694), het Theologisch-politiek traktaat. Spinoza toont aan dat de vrijheid van filosoferen een onmisbaar onderdeel is voor vrede in de staat. Hij gaat in op profetie en wonderen. God spreekt door de profeet en profetie ontleent haar gezag aan het gegeven dat zij door God is geïnspireerd. De profeet bewijst dus niet, maar beweert: hij eist de waarheid voor zich op, zonder deze te ondersteunen met een bewijs. Hij gaat in op de onmogelijkheid van een adequate Bijbelinterpretatie en de scheiding van filosofie en theologie en sluit het traktaat af met een betoog voor de geleidelijke invoering van de democratie.
- 1677 - Opera Posthuma en Nagelate Schriften[d][e], met daarin Ethica, Tractatus Politicus, Tractatus de Intellectus Emendatione, Compendium Grammatices Linguae Hebreae en 75 brieven
  - 1677 - Ethica[f] (voluit: Ethica ordine geometrico demonstrata) Het werk waarvan Spinoza rond 1665 al een groot deel voltooid had. Die jonge Ethica, door Spinoza eerder aangeduid als Mijn Filosofie, bestond toen nog uit drie delen. Op het moment van publicatie waren dat er vijf geworden. Spinoza geeft vanuit enkele axioma's een monistische metafysica aan, verklaart de werking van de geest en de aandoeningen en toont de weg naar de gelukzaligheid.
  - 1677 - Tractatus Politicus, het Politiek traktaat. Aan dit werk heeft Spinoza de laatste twee jaren van zijn leven besteed. Sprak hij in het Theologisch-politiek traktaat nog over het maatschappelijk contract, nu vervangt hij dat door passies, belangen en instellingen.
  - 1677 - Compendium Grammaticae Linguae Hebraeae. Behandelt de grammatica van het Hebreeuws en vergelijkt deze met het Latijn.
  - 1677 - Epistolae. 75 brieven van Spinoza over zijn filosofie, werk en leven. In vele legt hij moeilijke onderwerpen in zijn filosofie uit.

### Niet van Spinoza
Vroeger werden de volgende titels ten onrechte aan Spinoza toegeschreven.
- Tot 1983 werd het werk "Stelkonstige reeckening van den regenboog" aan Spinoza toegeschreven. J. de Vet toonde in dat jaar aan dat de auteur Salomon Dierquens was, een Haagse regent.[109]
- De Reeckening van kanssen. Vraeg-Stucken in Stelkonstige Reeckening van den regenboog, dienende tot naedere samenknoping der natuurkunde met de wiskonsten ('s Gravenhage,: Levyn van Dyck, 1687)
- Lucii Antistii Constantis De jure ecclesiasticorum, liber singularis, werd zowel aan Spinoza toegeschreven als aan Pieter de la Court.

### Kritische uitgaven
- Gebhardt, Carl (1925, 1987): Spinoza Opera, Heidelberg, C. Winter in vijf delen, waarvan vier in 1925 en het vijfde in 1987
- Een nieuwe kritische uitgave van het verzameld werk van Spinoza wordt voorbereid door de Groupe de Recherches Spinozistes te Lyon, samen met de universiteiten van Groningen en Macerata.[110]

### Vertalingen

#### Brieven
- Akkerman, F. & H.G. Hubbeling, A.G. Westerbrink (1977) Briefwisseling (vertaald uit het Latijn en uitgegeven naar de bronnen), Wereldbibliotheek, Amsterdam

#### Korte verhandeling
- Akkerman, F. & H.G. Hubbeling, et al. (1982) Korte geschriften, Wereldbibliotheek, Amsterdam, bevat onder meer het Vertoog over de verbetering van het verstand, de Korte Verhandeling en Descartes' Beginselen van de wijsbegeerte.
- Knol, Jan (2011) Spinoza's Korte Verhandeling over God, de mens en zijn geluk (hertaling met uitleg + verwijzingen naar de Ethica), Wereldbibliotheek, Amsterdam
- Koops, Rikus (2012) Spinoza's Korte Verhandeling over God, de mens en zijn welstand (Nederlandse hertaling met originele Latijnse tekst en vergelijking Ethica), Uitgeverij Parthenon. website auteur over Korte Verhandeling

#### Theologisch-Politiek Traktaat
- Akkerman, F. (1997) Spinoza: Theologisch-Politiek Traktaat (uit het Latijn vertaald, ingeleid en van verklarende aantekeningen voorzien), Wereldbibliotheek, Amsterdam
- D'huyvetters (2014) Staatkundige verhandeling, Wereldbibliotheek, Amsterdam
- Klever, Wim (1985) Hoofdstukken uit de politieke verhandeling, Amsterdam
- Meyer, W. (1901), Staatkundig vertoog, Amsterdam

#### Ethica
- Burger, Dionijs Zedekunde van Benedictus de Spinoza. Vertaling van de Ethica.
- Buuren, Maarten van (2017) Spinoza Ethica. Ethica vertaald, ingeleid, toegelicht en samengevat, Ambo|Anthos[111]
- Klever, Wim (1996) Ethicom, ofwel Spinoza's Ethica vertolkt in tekst en commentaar, Eburon, Delft
- Krop, Henri (2002) Spinoza Ethica (Nederlandse vertaling met inleiding), Bert Bakker, Amsterdam; Spinoza Ethica (Nederlandse vertaling met inleiding en Latijnse tekst), negende druk 2017, Uitgeverij Prometheus.
- Suchtelen, Nico van (1979) Ethica (uit het Latijn vertaald in het Nederlands, ingeleid en van verklarende aantekeningen voorzien), Wereldbibliotheek, Amsterdam
- Corinna Vermeulen (2012) Spinoza Ethica (vertaling; redactie en annotatie met Han van Ruler, nawoord Han van Ruler & Leen Spruit), Boom, Amsterdam[112]

### Populaire inleidingen
- Goldstein, Rebecca (2007) De onbekende Spinoza, Atlas
- Knol, Jan (2006) En je zult spinazie eten. Aan tafel bij Spinoza, filosoof van de blijdschap, Wereldbibliotheek, Amsterdam
- Moreau, Pierre-François (2004) Spinoza en het spinozisme. Een inleiding
- Reijen, Miriam van (2008) Spinoza. De geest is gewillig, maar het vlees is sterk, Klement, Kampen
- Smilevski, Goce (2014) Het web van Spinoza, Anthos, Amsterdam

### Overzichten
- Bayle, Pierre, Krop, Henri en anderen, Pierre Bayle: Over Spinoza. Bezorgd onder redactie van Henri Krop en Jacob van Sluis, vertaald in samenwerking met Louis Hoffman, Gerrit van de, damon.nl pdf fragment.
- Bennett, Jonathan (1984), A Study of Spinoza's Ethics, Indianapolis, Hackett Publishing Company
- Bunge, Wiep van; Krop, Henri; Steenbakkers, Piet en Jeroen van de Ven (2011), The Continuum Companion to Spinoza (naslagwerk)
- Buruma, Ian, Spinoza. Filosoof van de vrijheid, AtlasContact, Amsterdam, 2024 (orig. Engels: Spinoza. Freedom's Messiah, 2024)
- Colerus, Johannes (1705) Korte, dog waaragtige Levens-beschrijving, van Benedictus de Spinosa, Uit Autentique Stukken en mondeling getuigenis van nog levende personen, opgesteld. (herdruk 1880, Martinus Nijhoff)
- Freudenthal, J. (1899), Die Lebensgeschichte Spinoza's, Leipzig. Biografie met documenten.
- Graaff, F. de (1977), Spinoza en de crisis van de Westerse cultuur, Voorhoeve
- Hubbeling, Hubertus G. (1964), Spinoza's methodology, Assen
- Hubbeling, Hubertus G. (1977), Spinoza's Life: A synopsis of the Sources and Some Documents, Giornale critico della filosofia 8 (1977), pp. 390-409. Bronnenoverzicht.
- Hubbeling, Hubertus G. (1989), Spinoza, Ambo
- Israel, Jonathan (2001), Radicale Verlichting. Hoe radicale Nederlandse denkers het gezicht van onze cultuur voorgoed veranderden, Uitgeverij Van Wijnen - Franeker - vertaling 2005 van Radical Enlightenment
- Israel, Jonathan (2023), Spinoza. Life and Legacy, Oxford University Press
- Lucas, Jean Maximilien (1719), La vie de Spinoza par un des ses disciples, édition Emile Saisset, 1842
- Meinsma, Koenraad Oege (1865 – 1929) (1896, 1980), Spinoza en zijn kring. Historisch-kritische studiën over Hollandsche vrijgeesten, Martinus Nijhoff, 's-Gravenhage, 1896. archive.org. Herdruk: Met inleiding van Dr. S.B.J. Zilverberg, HES publishers, Utrecht 1980
- Nadler, Steven (1999), Spinoza. A life books.google.nl, Nederlandse vertaling als Spinoza (2001, 2007) Olympus, Amsterdam
- Nadler, Steven (2018), Spinoza. A life. Second edition, Cambridge University Press
- Romein, Jan en Annie Romein-Verschoor (1977), "Benedictus Spinoza" www.dbnl.org in Erflaters van onze beschaving. Nederlandse gestalten uit zes eeuwen, Querido, Amsterdam, pp. 423–448.
- Schuyt, Kees, Spinoza en de vreugde van het inzicht. Persoonlijke en politieke vrijheid in een stabiele democratie p. 1-28, Uitgeverij Balans, inkijkexemplaar managementboek.nl. Geraadpleegd op 13 oktober 2019.
- Scruton, Roger (2000), Spinoza, Lemniscaat (Nederlandse vertaling; oorspronkelijk bij Oxford University Press, 1986)
- Smilevski, Goce (2006), Conversation with Spinoza, Northwestern University Press, Chicago
- Steenbakkers, Piet (2000), Benedictus de Spinoza (1632-1677) Een overzicht, web.archive.org
- Tak, W.G. van der (1928), Bento de Spinoza - Zijn leven en gedachten over de wereld, den mensch en den staat. Martinus Nijhoff, 's-Gravenhage
- Vaz Dias, A.M. en Tak, W.G. van der (1932), Spinoza, mercator & autodidacticus
- Vloemans, Anton (1931), Spinoza, de mensch het leven en werk, Leopold's Uitgevers-Maatschappij
- Vries, Theun de (1972), Spinoza - Beeldenstormer en wereldbouwer, H.J.W. Becht
- Zweerman, Theo met medewerking van P. Juffermans (2006), Spinoza’s Inleiding tot de filosofie - Ethiek als verhuiskunde, Boom

### Speciale onderwerpen
- Damasio, Antonio (2010) "Het gelijk van Spinoza. Vreugde, verdriet en het voelende brein". Wereldbibliotheek, Amsterdam
- De Dijn, Herman (1996) Spinoza, The Way to Wisdom. Purdue University Press, West Lafayette (Ind.)
- De Dijn, Herman (1999) De uitgelezen Spinoza. (Ingeleid en toegelicht door Herman De Dijn) Boom, Amsterdam / Lannoo, Tielt
- De Dijn, Herman (2009) Spinoza. De doornen en de roos. Pelckmans
- Gleichmann, Gabi (2013) Het geheim van onsterfelijkheid. Uitgeverij De Geus, Breda.
- Jongeneleen, Gerrit H. (2008) 'Language and traductology in Spinoza's Short Treatise', in: Lo van Driel & Theo Janssen (eds.), Ontheven aan de tijd. Linguïstisch-historische studies voor Jan Noordegraaf bij zijn zestigste verjaardag. Stichting Neerlandistiek VU & Nodus Publikationen, Amsterdam & Münster, p. 55-64.
- Klever, Wim (1990) Proto-Spinoza Franciscus van den Enden, Studia Spinozana, nr. 6, pp. 281– 289.
- Klever, Wim (1997) Mannen rondom Spinoza, Uitgeverij Verloren, Hilversum
- Klever, Wim (2005) Spinoza classicus, Damon Budel
- Klijnsmit, Anthony J. (1985) 'Spinoza over taal', Studia Rosenthaliana 19:1, p 10-38.
- Klijnsmit, Anthony J. (1986) Spinoza and Grammatical Tradition (mededelingen vanwege het Spinozahuis, nr. 49) Brill, Leiden
- Klijnsmit, Anthony J. (1990) 'Spinoza on the 'Imperfection of Words', in: Peter Schmitter ed., Essays towards a History of Semantics. Nodus Publikationen, Münster, p. 55-82.
- Klijnsmit, Anthony J. 'Spinoza and the Grammarians of the Bible' In: Jan Noordegraaf, Kees Versteegh & Konrad Koerner (eds), The History of Linguistics in the Low Countries (1992) John Benjamins, Amsterdam & Philadelphia, p. 155-200.
- Klijnsmit, Anthony J. 'Vossius, Spinoza (2000) Schultens: The Application of Analogia in Hebrew Grammar'. Helmantica: Revista de filología clásica y hebrea 51, no 154, p. 139-166.
- Klijnsmit, Anthony J. 'Spinoza’s schooljaren en zijn kennis van het Hebreeuws' In: Lo van Driel & Theo Janssen (eds.), Ontheven aan de tijd. Linguïstisch-historische studies voor Jan Noordegraaf bij zijn zestigste verjaardag (2008) Stichting Neerlandistiek VU en Nodus Publikationen. Amsterdam & Münster, p. 45-54.
- Knol, J. (2009) Waarom hield Spinoza zijn Korte Verhandeling voor gezien? (mededelingen van het Spinozahuis, nr. 96)
- Prud’homme van Reine, Ronald, Moordenaars van Jan de Witt, de zwartste bladzijde van de Gouden Eeuw. Arbeiderspers, Utrecht (2013)
- Wolfson, Harry Austryn (1934), The Philosophy of Spinoza, Unfolding the Latent Processes of His Reasoning. Harvard University Press

## Varia
Op de hoek van de Paviljoensgracht en de Dunne Bierkade te Den Haag, in de nabijheid van het (Haagse) Spinozahuis (er is ook een Spinozahuis in Rijnsburg) ligt een steeg met de naam Spinozapoort. Op de houten poort ervan staat de tekst: "Deez' smalle poort leidt onvermoed naar ruimte tot ons geestelijk goed".